# Codici ICAO K

## K - Stati Uniti d'America (continentali)
- K01R Aeroporto La. Airways Facilities Sector, Claiborne Range (LA)
- K01T Aeroporto civile, High Island (LA)
- K03Y Aeroporto civile, Hallock (MN)
- K07S Aeroporto Deer Park, Deer Park (Washington)
- K0B9 Aeroporto Remote Automatic Meteorological Observing System, Goat Island (Maine)
- K0E4 Aeroporto civile, Payson (Arizona)Aeroporto Internazionale di Billings Logan
- K0L3 Aeroporto civile, Zuma Beach (California)
- K0V1 Contea di Aeroporto Custer, Custer (Carolina del Sud)
- K0W8 (Codice IATA = WAL) Aeroporto civile, Chincoteague (Virginia)
- K0Y2 Aeroporto civile, Sturgeon Bay (Wisconsin)
- K0Y7 Aeroporto Lamoni Municipal, Lamoni (Iowa)
- K12B Aeroporto Coast Guard Light Station, New Castles (New Hampshire)
- K12N Aeroporto Aeroflex-Andover Airport, Andover (New Jersey)
- K13A Aeroporto Automatic Meteorological Observing System, Nogales (Arizona)
- K13G Aeroporto Coast Guard Station, Niagara (New York)
- K14B Aeroporto Coast Guard Light Station, Great Duck Island (Maine)
- K14C Aeroporto Coast Guard Station, Frankfort (Michigan)
- K15B Aeroporto Coast Guard Light Station, Halfway Rock (Maine)
- K15C Aeroporto Coast Guard Light Station, Milwaukee (Wisconsin)
- K16B Aeroporto Coast Guard Light Station, Heron Neck (Maine)
- K16C Aeroporto Coast Guard Station, Kenosha (Wisconsin)
- K17C Aeroporto Coast Guard Station, Ludington (Michigan)
- K18B Aeroporto Manana Island, Monhegan (Maine)
- K18C Aeroporto Coast Guard Station, Michigan City (Indiana)
- K18N Aeroporto civile, New London Ledge Cg (Connecticut)
- K19C Aeroporto Coast Guard Station, Muskegon (Michigan)
- K19D (Codice IATA = MXX) Aeroporto civile, Mora (Minnesota),
- K19G Aeroporto Coast Guard Station, Buffalo (New York)
- K19R Aeroporto civile, Ship Shoal Platform (Louisiana)
- K1G7 Aeroporto civile, Mississippi Canyon (Louisiana)
- K1J1 Aeroporto Coast Guard Station, Saint Simon Island (Georgia)
- K1J2 Aeroporto Coast Guard Station, Tybee (Georgia)
- K1J3 Aeroporto civile, Ponce de Leon Inlet (Florida)
- K1J4 Aeroporto Coast Guard Station, Cape San Blas (Florida)
- K1J5 Aeroporto Coast Guard Station, Santa Rosa (Florida)
- K1K5 Aeroporto Elkhart-Morton County, Elkhart (Kansas)
- K1L2 Aeroporto civile, Santa Monica Pier (California)
- K1O5 Aeroporto civile, Montague (California)
- K1S4 Aeroporto Scappoose Industrial Airpark, Scappoose (Oregon)
- K1V1 Aeroporto Aviation Weather Reporting Station, Rifle (Colorado)
- K1V4 Aeroporto civile, Saint Johnsbury (Vermont)
- K1W9 Aeroporto civile, Wrightsville Beach (Carolina del Nord)
- K20B Aeroporto Coast Guard Station, Rockland (Maine)
- K20C Aeroporto Coast Guard Station, Saint Joseph (Michigan)
- K20G Aeroporto Coast Guard Station, Ashtabula (Ohio)
- K20 J Aeroporto Coast Guard Station, West Jonesport (Maine)
- K21C Aeroporto Coast Guard Station, Sheboygan (Wisconsin)
- K21G Aeroporto Coast Guard Station, Marblehead (Ohio)
- K22G Aeroporto Lorain County Regional, Lorain/Elyria (Ohio)
- K23B Aeroporto Coast Guard Light Station, Seguin Island (Maine)
- K23G Aeroporto Coast Guard Station, Cleveland Harbor (Ohio)
- K24B Aeroporto Coast Guard Light Station, W. Quoddy Head (Maine)
- K24G Aeroporto Coast Guard Station, Toledo (Ohio)
- K25B (Codice IATA = PSM) Aeroporto civile, Portsmouth (New Hampshire)
- K25G Aeroporto Coast Guard Station, Erie (Pennsylvania)
- K26B Aeroporto Coast Guard Station, Isle Of Shoals (New Hampshire)
- K26G Aeroporto Coast Guard Light Station, Rochester (New York)
- K27B Aeroporto Coast Guard Light Station, Cape Neddick
- K27G Aeroporto Coast Guard Station, Lorain (Ohio)
- K27U Aeroporto civile, Salmon (Idaho)
- K27Y Aeroporto Coast Guard Station, Grand Marais (Michigan)
- K28G Aeroporto Coast Guard Station, Oswego (New York)
- K28K Aeroporto Supplementary Aviation Weather Reporting Station, Grncyn Blk52 (Louisiana)
- K28T Aeroporto civile, Sabine Pass (Texas)
- K28Y Aeroporto civile, North Manitou Shoal (Michigan)
- K29B Aeroporto Coast Guard Light Station, Boston/Hull (Massachusetts)
- K29G Aeroporto Portage Co., Ravenna (Ohio)
- K29 J Aeroporto Rock Hill-York County, Rock Hill (Carolina del Sud)
- K29Y Aeroporto Light Station, Devils Island (Wisconsin)
- K2B8 Aeroporto Coast Guard Light Station, Portland Head (Maine)
- K2C2 Aeroporto civile, White Sands (Nuovo Messico)
- K2DP Aeroporto civile, Dare County Gunnery Range (Carolina del Nord)
- K2G6 Aeroporto Port Meadville, Meadville (Pennsylvania)
- K2H1 Aeroporto civile, Huntington B. Oil (California)
- K2I4 Aeroporto Bolton Field, Columbus (Ohio)
- K2I8 Aeroporto Newark-Heath, Newark (Ohio)
- K2L6 Aeroporto civile, Marina Del Rey (California)
- K2L7 Aeroporto civile, Solana Beach (California)
- K2PJ Aeroporto Sumpter Sc., Poinsett Range (Carolina del Sud)
- K2S9 Aeroporto civile, Willapa Harbor (Washington)
- K2U7 Aeroporto Ranger Station, Stanley (Idaho)
- K2V9 Aeroporto Aviation Weather Reporting Station, Gunnison (Colorado)
- K2WX Aeroporto civile, Buffalo (Carolina del Sud)
- K30B Aeroporto Coast Guard Station, Sandwich (Massachusetts)
- K30G Aeroporto Coast Guard Station, Saginaw River (Michigan)
- K30N Aeroporto Coast Guard Light Station, Faulkner Island (Connecticut)
- K30Y Aeroporto Coast Guard Station, Duluth Harbor (Minnesota)
- K31B Aeroporto Coast Guard Station, Chatham (Massachusetts)
- K31G Aeroporto Coast Guard Station, Belle Isle (Michigan)
- K31Y Aeroporto Coast Guard Light Station, Eagle Harbor (Michigan)
- K32N Aeroporto Light Station, Little Gulf Island (Connecticut)
- K32Y Aeroporto Coast Guard Station, Portage (Michigan)
- K33B Aeroporto civile, Buzzards Bay Cgsl (Massachusetts)
- K33G Aeroporto Coast Guard Station, Port Huron (Michigan)
- K34B Aeroporto Coast Guard Station, Gloucester (Massachusetts)
- K34N Aeroporto Coast Guard Station, Eatons Neck (New York)
- K34Y Aeroporto Coast Guard Light Station, Marquette (Michigan)
- K35B Aeroporto Coast Guard Station, Merrimac River (Massachusetts)
- K36B Aeroporto Coast Guard Station, Race Point (Massachusetts)
- K36Y Aeroporto civile, Point Betsie/Frankfort (Michigan)
- K37B Aeroporto Coast Guard Station, Scituate (Massachusetts)
- K38Y Aeroporto civile, Saint Ignace (Michigan)
- K39Y Aeroporto Coast Guard Station, Tawas Point (Michigan)
- K3B1 Aeroporto Municipal, Greenville (Maine)
- K3B2 Aeroporto civile, Marshfield (Massachusetts)
- K3DU Aeroporto civile, Drummond (Montana)
- K3HE Aeroporto civile, Howell (Michigan)
- K3HT Aeroporto civile, Harlowton (Montana)
- K3 km Aeroporto Colonel James Jabara Airport, Wichita (Kansas)
- K3L3 Aeroporto civile, Newport Beach (California)
- K3O6 Aeroporto civile, Treasure Island (California)
- K3OI Aeroporto civile, Lamoni (Iowa)
- K3R5 Aeroporto New Braunfels Municipal Airpor, New Braunfels
- K3RN Aeroporto civile, Graying Af Range (Michigan)
- K3S2 Aeroporto civile, Aurora State (Oregon)
- K3SE (Codice IATA = SPW) Aeroporto civile, Spencer (Iowa)
- K3SM Aeroporto Municipal, Shelbyville (Indiana)
- K3SZ Aeroporto St Charles County Smartt Airport, Saint Charles (Missouri)
- K3TH Aeroporto civile, Thompson Falls (Montana)
- K3V8 Aeroporto Heliport, Venice (Louisiana)
- K3W4 Aeroporto civile, Swansboro/Bogue (Carolina del Nord)
- K40B Aeroporto civile, Clayton Lake (Maine)
- K40 J Aeroporto Perry-Foley Airport, Perry-Foley (Florida)
- K40N Aeroporto Chester County Airport, Chester (Pennsylvania)
- K40Y Aeroporto civile, Thunder Bay Island (Michigan)
- K41G Aeroporto civile, Bath (Michigan)
- K41I Aeroporto civile, Eugene Island B266c (Louisiana)
- K43F Aeroporto Municipal, Litchfield (Minnesota)
- K43S Aeroporto Coast Guard Light Station, West Point (Washington)
- K44N Aeroporto civile, Millbrook/Sky Acres (New York)
- K44 W Aeroporto Coast Guard Station, Diamond Shoals (Carolina del Nord)
- K44Y (Codice IATA = SSM) Aeroporto civile, Sault Sainte Marie (Michigan)
- K45B Aeroporto Coast Guard Station, Brant Point (Massachusetts)
- K45N Aeroporto civile, Bay Shore/Fire Island
- K45 W Aeroporto Coast Guard Station, Oracoke (Carolina del Nord)
- K48N Aeroporto Coast Guard Light Station, Montauk Point (New York)
- K49N Aeroporto Coast Guard Station, East Moriches (New York)
- K4BK (Codice IATA = BOK) Aeroporto civile, Brookings (Oregon)
- K4BL (Codice IATA = BDG) Aeroporto civile, Blanding (Utah)
- K4BQ (Codice IATA = BDX) Aeroporto civile, Broadus (Montana)
- K4CB Aeroporto civile, Cuddleback Gunnery Range (California)
- K4CR Aeroporto civile, Corona/Lincoln (Nuovo Messico)
- K4DG Aeroporto civile, Douglas (Wyoming)
- K4HV Aeroporto civile, Hanksville (Utah)
- K4L7 Aeroporto civile, Hermosa Beach Pier (California)
- K4LW Aeroporto civile, Lakeview (Oregon)
- K4MR Aeroporto civile, Melrose Gunnery Range (Nuovo Messico)
- K4MY Aeroporto civile, Moriarty (Nuovo Messico)
- K4OM Aeroporto civile, Omak (Washington)
- K4SD Aeroporto STEAD, Reno (Nevada)
- K4SL Aeroporto civile, Torreon (Nuovo Messico)
- K4SU Aeroporto civile, Superior Valley Gunnery Range (California)
- K4SV Aeroporto civile, Strevell (Idaho)
- K4V5 Aeroporto Aviation Weather Reporting Station, Durango (Colorado)
- K50N Aeroporto Coast Guard Station, Rockaway
- K50Q Aeroporto civile, Isole Farallon (California)
- K51N Aeroporto Coast Guard Station, Short Beach (New York)
- K51Q Aeroporto civile, San Francisco Pbs (California)
- K52N Aeroporto civile, Wildwood (New Jersey)
- K52Q Aeroporto Aviation Weather Reporting Station, Davis Point (California)
- K53D Aeroporto civile, Glenwood (Minnesota)
- K53Q Aeroporto El Granda, Pillar Pt (California)
- K53S Aeroporto Coast Guard Light Station, Point Wilson (Washington)
- K54N Aeroporto Coast Guard Station, Manasquan Inl (New Jersey)
- K54Q Aeroporto Moss, Castroville (California)
- K55N (Codice IATA = AIY) Aeroporto civile, Atlantic City (New Jersey)
- K56N Aeroporto Coast Guard Station, Sandy Hook (New Jersey)
- K5B5 Aeroporto Morse State Airport, Bennington (Vermont)
- K5I3 Aeroporto Remote Automatic Meteorological Observing System, Pikeville (Kentucky)
- K5L8 Aeroporto civile, Long Beach (California)
- K5R0 Aeroporto civile, East Addition B323 (Texas)
- K61N Aeroporto Coast Guard Station, Indian River (Delaware)
- K61 W Aeroporto Coast Guard Station, Annapolis (Maryland)
- K62G Aeroporto Marines, Wilmette (Illinois)
- K62 W Aeroporto Coast Guard Light Station, Cape Henry (Virginia)
- K63G Aeroporto Coast Guard Station, Chicago/Calumet (Illinois)
- K63 W Aeroporto Coast Guard Station, Milford Haven (Virginia)
- K64 W Aeroporto civile, Parramore Beach (Virginia)
- K65 W Aeroporto Coast Guard Station, Thomas Point (Maryland)
- K66 W Aeroporto Coast Guard Light Station, Cove Point (Maryland)
- K67B Aeroporto Coast Guard Station, Castle Hill (Rhode Island)
- K67 W Aeroporto Coast Guard Station, Stillpond (Maryland)
- K6B1 Aeroporto Skyhaven Airport, Rochester (New Hampshire)
- K6L9 Aeroporto civile, Huntington Beach (California)
- K6R0 Aeroporto civile, Slidell (Louisiana)
- K6R6 Aeroporto Terrel County Airport, Dryden (Texas)
- K75S Aeroporto civile, Burlington/Mt Vern (Washington)
- K76S (Codice IATA = ODW) Aeroporto civile, Oak Harbor (Washington)
- K77M Aeroporto civile, Malta (Idaho)
- K77 W Aeroporto Coast Guard Station, Cape Lookout (Carolina del Nord)
- K78 W Aeroporto Coast Guard Station, S. Port/Oak Island (Carolina del Nord)
- K79 J Aeroporto Andalusia-Opp Municipal Airport, Andalusia (Alabama)
- K79 W Aeroporto Coast Guard Station, Oregon Inlet (Carolina del Nord)
- K7A1 Aeroporto civile, Donaldson Centre
- K7A9 Aeroporto civile, Plains/Peterson Field (Georgia)
- K7G2 Aeroporto Ashtabula County Airport, Ashtabula (Ohio)
- K7R1 Aeroporto Venice Heliport, Venice (Louisiana)
- K7R2 Aeroporto civile, Leeville (Louisiana)
- K7R3 Aeroporto civile, Amelia/Lake Palourd (Louisiana)
- K7R4 Aeroporto civile, Intracoastal City (Louisiana)
- K7R5 Aeroporto Heliport, Cameron (Louisiana)
- K7R8 Aeroporto civile, South Marsh Island (Louisiana)
- K82S Aeroporto civile, Cape Disappointment (Washington)
- K83S Aeroporto Coast Guard Station, Coos Bay (Oregon)
- K84 J Aeroporto Long Range Navigation, Folly Beach (Carolina del Sud)
- K84Q Aeroporto Coast Guard Station, Blunts Reef (California)
- K84S Aeroporto Coast Guard Station, Grays Harbor (Washington)
- K85 J Aeroporto Coast Guard Light Station, Georgetown (Carolina del Sud)
- K85Q Aeroporto civile, Santa Cruz Harbor (California)
- K85S Aeroporto Coast Guard Station, Siuslaw River (Oregon)
- K86 J Aeroporto Coast Guard Station, Sullivans Island (Carolina del Sud)
- K86S Aeroporto Coast Guard Light Station, Smith Island (Washington)
- K87Q Aeroporto civile, Point Piedras Blanca (California)
- K87S Aeroporto Coast Guard Light Station, Quillayute River (Washington)
- K88Q Aeroporto Humboldt Bay, Samoa (California)
- K88S Aeroporto Coast Guard Station, Tillamook Bay (Oregon)
- K89Q Aeroporto Coast Guard Light Station, Point Arena (California)
- K8B9 Aeroporto Light Station, Egg Rock (Maine)
- K8D3 Aeroporto Municipal, Sisseton (Carolina del Sud)
- K8R0 Aeroporto Coast Guard Station, Pascagoula (Mississippi)
- K8R1 Aeroporto civile, Mobile Point Coast Guard Station (Alabama)
- K8R3 Aeroporto Coast Guard Station, Southwest Pass (Louisiana)
- K8R5 Aeroporto Coast Guard Station, Grand Isle (Louisiana)
- K8R6 Aeroporto Coast Guard Station, Calcasieu (Louisiana)
- K8R7 Aeroporto Coast Guard Station, Sabine Pass (Texas)
- K8R8 Aeroporto Coast Guard Station, Freeport (Texas)
- K8Y8 Aeroporto Automatic Weather Observing/Reporting System, Crane Lake (Minnesota)
- K90S Aeroporto Coast Guard Station, Umpqua River (Oregon)
- K91Q Aeroporto Coast Guard Light Station, Point Blunt (California)
- K91S Aeroporto Coast Guard Light Station, Alki Point (Washington)
- K92Q Aeroporto Coast Guard Light Station, Bodega Bay (California)
- K92S Aeroporto Coast Guard Station, Cape Blanco (Oregon)
- K93Q Aeroporto Coast Guard Light Station, Pigeon Point (California)
- K93S Aeroporto Coast Guard Light Station, Cape Flattery (Washington)
- K94B Aeroporto Light Station, Wood Island (Maine)
- K94Q Aeroporto Coast Guard Light Station, Point Bonita (California)
- K95B Marine Aviation Reporting Station, Cape Vincent (New York)
- K95Q Aeroporto Coast Guard Light Station, Point Pinos (California)
- K95S Aeroporto Coast Guard Station, Yaquina Bay (Oregon)
- K96B Aeroporto Light Station, Owl's Head (Maine)
- K96Q Aeroporto Coast Guard Light Station, Trinidad Head (California)
- K96S Aeroporto Coast Guard Station, New Dungeness (Washington)
- K97Q Aeroporto Coast Guard Station, Point Reyes (California)
- K97S Aeroporto Coast Guard Station, Point No Point (Washington)
- K98Q Aeroporto Coast Guard Light Station, Rio Vista (California)
- K99Q Aeroporto civile, Port Chicago (California)
- K99S Aeroporto Coast Guard Light Station, Point Robinson (Washington)
- K9B2 Aeroporto civile, Newport (Vermont)
- K9B5 Aeroporto Coast Guard Station, Bear Island C (Maine)
- K9F2 Aeroporto Supplementary Aviation Weather Reporting Station, Fourchon (Louisiana)
- K9L0 Aeroporto civile, Dana Point (California)
- K9R0 Aeroporto Coast Guard Station, Galveston (Texas)
- K9R1 Aeroporto Coast Guard Station, Port Aransas (Texas)
- K9V9 Aeroporto Chamberlain Municipal Airport, Chamberlain (Carolina del Sud)
- KA21 Aeroporto Portage Visitor Cente, Portage Glacier (Alaska), ALS
- KAAF (Codice IATA = AAF) Aeroporto regionale di Apalachicola, Apalachicola, Florida
- KABE (Codice IATA = ABE) Aeroporto Lehigh Valley International Airport, Allentown/Bethelehem/Easton Pa (Pennsylvania)
- KABI (Codice IATA = ABI) Aeroporto Abilene Regional Airport, Abilene (Texas)
- KABQ (Codice IATA = ABQ) Aeroporto Albuquerque International Airport, Albuquerque/Santa Fè Nm (Nuovo Messico)
- KABR (Codice IATA = ABR) Aeroporto Aberdeen Regional Airport, Aberdeen (Carolina del Sud)
- KABX Aeroporto Nexrad, Albuquerque (Nuovo Messico)
- KABY (Codice IATA = ABY) Aeroporto DOUGHERTY COUNTY - Southwest Georgia Regional Airport, Albany (Georgia)
- KACB (Codice IATA = ACB) Aeroporto conteale di Antrim, Bellaire, Michigan
- KACK (Codice IATA = ACK) Aeroporto Nantucket Memorial Airport, Nantucket (Massachusetts)
- KACT (Codice IATA = ACT) Aeroporto Madison Cooper Waco Regional Airport, Waco (Texas)
- KACV (Codice IATA = ACV) Aeroporto Arcata Airport, Arcata/Eureka (California)
- KACY (Codice IATA = ACY) Aeroporto Atlantic City Municipal Airport/Bader Field, Atlantic City (New Jersey)
- KADG (Codice IATA = ADG) Aeroporto Lenawee County Airport, Adrian (Michigan)
- KADM (Codice IATA = ADM) Aeroporto Ardmore Municipal Airport, Ardmore (Oklahoma)
- KADQ (Codice IATA = KDK) Aeroporto civile, Kodiak (Alaska), ALS
- KADS (Codice IATA = ADS) Aeroporto civile, Dallas/Addison (Texas)
- KADW (Codice IATA = ADW) Aeroporto Camp Springs Andrews Air Force Base, Camp Springs/Andrews AFB (Maryland)
- KAEG Aeroporto Double Eagle II, Albuquerque, Nuovo Messico
- KAEL (Codice IATA = AEL) Aeroporto Automatic Weather Observing/Reporting System, Albert Lea (Minnesota)
- KAEX (Codice IATA = AEX) Aeroporto ENGLAND AFB - Alexandria International Airport, Alexandria (Louisiana)
- KAFB Aeroporto civile, Sheppard Air Force Base (Texas)
- KAFF (Codice IATA = AFF) Aeroporto civile, Air Force Academy (Colorado)
- KAFJ Aeroporto Automatic Weather Observing/Reporting System, Washington (Pennsylvania)
- KAFN (Codice IATA = AFN) Aeroporto Jaffrey Municipal-Silver Ranch Airport, Jaffrey (New Hampshire)
- KAFW (Codice IATA = AFW) Aeroporto Fort Worth Alliance Airport, Fort Worth (Texas)
- KAGC (Codice IATA = AGC) Aeroporto Allegheny County Airport, Pittsburgh (Pennsylvania)
- KAGR (Codice IATA = AVO) Aeroporto Gunnery Range, Avon Park (Florida)
- KAGS (Codice IATA = AGS) Aeroporto Bush Field, Augusta (Georgia)
- KAHC Aeroporto civile, Amedee AAF
- KAHN (Codice IATA = AHN) Aeroporto civile, Athens (Georgia)
- KAIA (Codice IATA = AIA) Aeroporto Alliance Municipal Airport, Alliance (Nebraska)
- KAID Aeroporto Municipal, Anderson (Indiana)
- KAIG Aeroporto Automatic Weather Observing/Reporting System, Antigo \\ Lang (Wisconsin)
- KAIO (Codice IATA = AIO) Aeroporto civile, Atlantic (Iowa)
- KAIT Aeroporto Automatic Weather Observing/Reporting System, Aitkin Ndb (Minnesota)
- KAIZ Aeroporto Automatic Weather Observing/Reporting System, Kaiser Memorial (Missouri)
- KAKH Aeroporto Municipal, Gastonia (Carolina del Nord)
- KAKO Aeroporto Akron-Washington County, Akron (Colorado)
- KAKQ Aeroporto Municipal, Wakefield (Virginia)
- KAKR (Codice IATA = AKO) Aeroporto Akron Fulton International Airport, Akron (Ohio)
- KAKW Aeroporto civile, Klawock (Alaska), ALS
- KALB (Codice IATA = ALB) Aeroporto Internazionale di Albany, Albany (New York)
- KALC Aeroporto civile, Lime Acres
- KALI (Codice IATA = ALI) Aeroporto Alice International Airport, Alice (Texas)
- KALM (Codice IATA = ALM) Aeroporto Municipal, Alamogordo (Nuovo Messico)
- KALN (Codice IATA = ALN) Aeroporto Regional, Alton/St Louis (Illinois)
- KALO (Codice IATA = ALO) Aeroporto Waterloo Municipal Airport, Waterloo (Iowa)
- KALS (Codice IATA = ALS) Aeroporto BERGMAN FIELD - San Luis Valley Regional Airport, Alamosa (Colorado)
- KALW (Codice IATA = ALW) Aeroporto civile, Walla Walla (Washington)
- KAMA (Codice IATA = AMA) Aeroporto Amarillo International Airport, Amarillo (Texas)
- KAMG Aeroporto Bacon County Airport, Alma (Georgia)
- KAMW (Codice IATA = AMW) Aeroporto Ames Municipal Airport, Ames (Iowa)
- KAMX Aeroporto Nexrad, Miami (Florida)
- KANB (Codice IATA = ANB) Aeroporto Anniston Metropolitan Airport, Anniston (Alabama)
- KAND (Codice IATA = AND) Aeroporto Anderson County Airport, Anderson (Carolina del Sud)
- KANE Aeroporto civile, Minneapolis/Blaine (Minnesota)
- KANN (Codice IATA = ANN) Aeroporto Annette Island Airport, Annette Island (Alaska), ALS
- KANW (Codice IATA = ANW) Aeroporto Municipal, Ainsworth (Nebraska)
- KAOH (Codice IATA = AOH) Aeroporto Lima Allen County Airport, Lima (Ohio)
- KAOO (Codice IATA = AOO) Aeroporto Altoona-Blair County Airport, Altoona - Martinsburg (Pennsylvania)
- KAPA (Codice IATA = APA) Aeroporto Centennial, Denver (Colorado)
- KAPC (Codice IATA = APC) Contea di Aeroporto Napa, Napa (California)
- KAPF (Codice IATA = APF) Aeroporto civile, Naples (Florida)
- KAPG Aeroporto civile, Aberdeen Regional Airport (Carolina del Sud)
- KAPG Aeroporto civile, Phillips AAF/Aberdn (Maryland)
- KAPN (Codice IATA = APN) Aeroporto Alpena County Regional Airport, Alpena (Michigan)
- KAPV (Codice IATA = APV) Aeroporto civile, Apple Valley (California)
- KAQQ (Codice IATA = AAF) Aeroporto Municipal, Apalachicola (Florida)
- KAQW Aeroporto Harriman-And-West Airport, North Adams (Massachusetts)
- KARA Aeroporto Acadiana Regional Airport, New Iberia (Louisiana)
- KARB (Codice IATA = ARB) Aeroporto Ann Arbor Municipal Airport, Ann Arbor (Michigan)
- KARG (Codice IATA = ARG) Aeroporto Automatic Weather Observing/Reporting System, Walnut Ridge (Arizona)
- KARR Aeroporto Aurora Municipal Airport, Chicago/Aurora (Illinois)
- KART (Codice IATA = ART) Aeroporto Watertown International Airport, Watertown (New York)
- KARV (Codice IATA = ARV) Aeroporto civile, Minocqua (Wisconsin)
- KASE (Codice IATA = ASE) Aeroporto Pitkin County Airport Sardy Field, Aspen/Snowmass (Colorado)
- KASG Aeroporto Municipal, Springdale (Arizona)
- KASH (Codice IATA = ASH) Aeroporto civile, Nashua/Boire Field (New Hampshire)
- KAST (Codice IATA = AST) Aeroporto Astoria Regional Airport, Astoria (Oregon)
- KASX (Codice IATA = ASX) Aeroporto Kennedy Memorial Airport, Ashland (Wisconsin)
- KATL (Codice IATA = ATL) Aeroporto William B. Hartsfield International Airport, Atlanta (Georgia)
- KATW (Codice IATA = ATW) Aeroporto OUTAGAMIE COUNTY, Appleton/Neenah/Menasha/Fox Cities Wi (Wisconsin)
- KATX Aeroporto Nexrad, Seattle (Washington)
- KATY (Codice IATA = ATY) Aeroporto civile, Watertown (Carolina del Sud)
- KAUB Aeroporto Automatic Meteorological Observing System, Auburn University (Alabama)
- KAUG (Codice IATA = AUG) Aeroporto Augusta Maine State Airport, Augusta (Maine)
- KAUM (Codice IATA = AUM) Aeroporto Municipal, Austin (Minnesota)
- KAUO (Codice IATA = AUO) Aeroporto Opelika, Auburn (Alabama)
- KAUS (Codice IATA = AUS) Aeroporto Internazionale di Austin-Bergstrom, Austin (Texas)
- KAUW (Codice IATA = AUW) Aeroporto civile, Wausau (Wisconsin)
- KAVL (Codice IATA = AVL) Aeroporto Asheville Regional Airport, Asheville/Hendersonville (Carolina del Nord)
- KAVP (Codice IATA = AVP) Aeroporto civile, Wilkes-Barre/Scranton (Pennsylvania)
- KAVX (Codice IATA = AVX) Aeroporto Catalina, Avalon (California)
- KAWG Aeroporto civile, Washington (Iowa)
- KAWH Aeroporto civile, Wildhorse Res/Elko (Nevada)
- KAWI (Codice IATA = AIN) Aeroporto civile, Wainwirght (Alaska), ALS
- KAWO Aeroporto Arlington Municipal Airport, Arlington (Washington)
- KAXA (Codice IATA = AXG) Aeroporto civile, Algona (Iowa)
- KAXN (Codice IATA = AXN) Aeroporto Chandler Field, Alexandria (Minnesota)
- KAXO Aeroporto Supplementary Aviation Weather Reporting Station, Grand Isle (Louisiana)
- KAYE Aeroporto Ayer/Fort Devens Moore Army Air Field, Fort Devens/Ayer
- KAYS (Codice IATA = AYS) Aeroporto civile, Waycross/Ware Co. (Georgia)
- KAZO (Codice IATA = AZO) Aeroporto INTERNATIONAL, Kalamazoo/Battle Creek (Michigan)
- KB23 (Codice IATA = BAM) Aeroporto civile, Battle Mountain (Nevada)
- KBAB (Codice IATA = BAB) Aeroporto Beale Air Force Base, Marysville/Beale (California)
- KBAD (Codice IATA = BAD) Aeroporto Barksdale Air Force Base, Bossier City Barksdale (Louisiana)
- KBAF Aeroporto Barnes Municipal Airpor, Westfield (Massachusetts)
- KBAK Aeroporto civile, Columbus/Balkalar (Indiana)
- KBBB (Codice IATA = BBB) Aeroporto Municipal, Benson (Minnesota)
- KBBW (Codice IATA = BBW) Aeroporto Municipal, Broken Bow (Nebraska)
- KBCB (Codice IATA = BCB) Aeroporto civile, Virginia Tech (Virginia)
- KBCE (Codice IATA = BCE) Aeroporto civile, Bryce (Utah)
- KBCG Aeroporto civile, Butte La Rose (Louisiana)
- KBCT (Codice IATA = BCT) Aeroporto Boca Raton Airport, Boca Raton (Florida)
- KBDE Aeroporto Baudette International Airport, Baudette (Minnesota)
- KBDF (Codice IATA = BDF) Aeroporto civile, Bradford (Illinois)/Rinkenberg (Illinois)
- KBDL (Codice IATA = BDL) Aeroporto Internazionale Bradley, Hartford (Connecticut)/Springfield (Massachusetts)
- KBDL Aeroporto Bradley International Airport, Windsor Locks (Connecticut)
- KBDR (Codice IATA = BDR) Aeroporto Igor I. Sikorsky Memorial Airport, Bridgeport (Connecticut)
- KBED (Codice IATA = BED) Aeroporto Bedford Laurence G. Hanscom Field, Bedford (Massachusetts)
- KBEH (Codice IATA = BEH) Aeroporto ROSS FIELD - Southwest Michigan Regional Airport, Benton Harbor (Michigan)
- KBET (Codice IATA = BET) Aeroporto civile, Bethel (Alaska), ALS
- KBFD (Codice IATA = BFD) Aeroporto Bradford Regional Airpor, Bradford (Pennsylvania)
- KBFF (Codice IATA = BFF) Aeroporto William B Heiling Field, Scotsbluff (Nebraska)
- KBFI (Codice IATA = BFI) Aeroporto Boeing Field/King County, Seattle (Washington)
- KBFL (Codice IATA = BFL) Aeroporto Meadows Field, Bakersfield (California)
- KBFM (Codice IATA = BFM) Aeroporto Mobile Downtown Airport, Mobile (Alabama)
- KBFW Aeroporto civile, Silver Bay (Minnesota)
- KBGD (Codice IATA = BGD) Aeroporto Hutchinson County Airport, Borger (Texas)
- KBGM (Codice IATA = BGM) Aeroporto EDWIN ALINK FIELD - Binghamton Regional Airport, Binghamton/Endicott/Johnson City (New York)
- KBGR (Codice IATA = BGR) Aeroporto Internazionale di Bangor, Bangor (Maine)
- KBGS Aeroporto civile, Big Spring Mcmahon-Wrinkle Airport (Texas)
- KBHB (Codice IATA = BHB) Aeroporto civile, Bar Harbor (Maine)
- KBHK Aeroporto Municipal, Baker (Montana)
- KBHM (Codice IATA = BHM) Aeroporto Birmingham International Airport SEIBELS/BRYAN, Birmingham (Alabama)
- KBHX Aeroporto civile, Eureka Nexrad (California)
- KBID (Codice IATA = BID) Aeroporto Automatic Weather Observing/Reporting System, Block Island (Rhode Island)
- KBIE (Codice IATA = BIE) Aeroporto Municipal, Beatrice (Nebraska)
- KBIF Aeroporto civile, Fort Bliss (el Paso) Biggs Army Air Field (Texas)
- KBIF (Codice IATA = BIF) Biggs Army Airfield, Biggs/Fort Bliss
- KBIG (Codice IATA = DJN) Aeroporto civile, Delta Junction (Alaska), ALS
- KBIH (Codice IATA = BIH) Aeroporto civile, Bishop (California)
- KBIL (Codice IATA = BIL) Aeroporto Internazionale di Billings Logan, Billings (Montana)
- KBIS (Codice IATA = BIS) Aeroporto MANNAN MUNICIPAL, Bismarck (Dakota del Nord)
- KBIV Aeroporto Tulip City, Holland (Michigan)
- KBIX Aeroporto civile, Keesler AFB/Biloxi (Mississippi)
- KBIX Aeroporto civile, Biloxi Keesler Air Force Base (Michigan)
- KBJC (Codice IATA = BJC) Aeroporto civile, Broomfield/Jeffco (Colorado)
- KBJI (Codice IATA = BJI) Aeroporto Municipal, Bemidji (Minnesota)
- KBJJ (Codice IATA = BJJ) Aeroporto Wayne County Airport, Wooster (Ohio)
- KBKE (Codice IATA = BKE) Aeroporto Municipal, Baker (Oregon)
- KBKF Aeroporto civile, Brooks Camp (katmai National Park)
- KBKF Aeroporto civile, Buckley Angb/Denver (Colorado)
- KBKL (Codice IATA = BKL) Aeroporto Burke Lakefront Airport, Cleveland (Ohio)
- KBKT (Codice IATA = BKT) Aeroporto civile, Fort Pickett/Blacksto (Virginia)
- KBKV Aeroporto Hernando County Airport, Brooksville (Florida)
- KBKW (Codice IATA = BKW) Aeroporto Raleigh County Memorial Airport, Beckley (Virginia Occidentale)
- KBKX (Codice IATA = BKX) Aeroporto MUNICIPAL - Automatic Weather Observing/Reporting System, Brookings (Carolina del Sud)
- KBLF (Codice IATA = BLF) Aeroporto Mercer County Airport, Bluefield (Virginia Occidentale)
- KBLH (Codice IATA = BLH) Aeroporto civile, Blythe (California)
- KBLI (Codice IATA = BLI) Aeroporto Bellingham International Airport, Bellingham (Washington)
- KBLM (Codice IATA = BLM) Aeroporto civile, Belmar-Farmdale (New Jersey)
- KBLU Aeroporto Blue Canyon Nyack Airport, Emigrant Gap (California)
- KBLV Aeroporto Belleville Scott Air Force Base, Scott AFB/Belleville (Illinois)
- KBLX Aeroporto Nexrad, Billing Yell (Montana)
- KBMG (Codice IATA = BMG) Aeroporto Monroe County Airport, Bloomington (Indiana)
- KBMI (Codice IATA = BMI) Aeroporto NORMAL, Bloomington/Normal (Illinois)
- KBML (Codice IATA = BML) Aeroporto Municipal, Berlin (New Hampshire)
- KBMQ Aeroporto Burnet Municipal Craddock Field, Burnet (Texas)
- KBMX Aeroporto Nexrad, Birmingham (Alabama)
- KBNA (Codice IATA = BNA) Aeroporto Internazionale di Nashville (Tennessee)
- KBNO (Codice IATA = BNO) Aeroporto Burns Municipal Airport, Burns (Oregon)
- KBNW (Codice IATA = BNW) Aeroporto Municipal, Boone (Iowa)
- KBNY Aeroporto civile, Burney (California)
- KBOF (Codice IATA = BOF) Aeroporto Bolling Air Force Base, Washington/Bolling (DC)
- KBOI (Codice IATA = BOI) Aeroporto GOWEN FIELD MUNICIPAL - Boise Air Terminal (Gowen Field), Boise (ID)
- KBOS (Codice IATA = BOS) Aeroporto Logan International Airport, Boston (MA)
- KBOW (Codice IATA = BOW) Aeroporto Municipal, Bartow(FL)
- KBOX Aeroporto Nexrad, Boston (MA)
- KBPI (Codice IATA = BPI) Aeroporto Big Piney-Marbleton Airport, Big Piney (WY)
- KBPK (Codice IATA = WMH) Aeroporto civile, Mountain Home (AR)
- KBPT (Codice IATA = BPT) Aeroporto Jefferson County Airport, Beaumont/Port Arthur (TX)
- KBQK (Codice IATA = BQK) Aeroporto GLYNCO JETPORT, Brunswick/Golden Isles (Georgia)
- KBRD (Codice IATA = BRD) Aeroporto civile, Brainerd (MN)
- KBRL (Codice IATA = BRL) Aeroporto Burlington Regional Airport, Burlington (Iowa)
- KBRO (Codice IATA = BRO) Aeroporto Brownsville/South Padre Island International Airport, Brownsville (Texas)
- KBSM (Codice IATA = BSM) Austin-Bergstrom International Airport, Bergstrom (TX)
- KBSM Aeroporto civile, Austin Bergstrom Air Rescue Service Airport (Texas)
- KBTL (Codice IATA = BTL) Aeroporto Kellogg Airport, Battle Creek Michigan)
- KBTM (Codice IATA = BTM) Aeroporto Mooney Airport, Butte (MT)
- KBTP (Codice IATA = BTP) Aeroporto Automatic Weather Observing/Reporting System, Butler Co. (PA)
- KBTR (Codice IATA = BTR) Aeroporto Baton Rouge Metropolitan, Ryan Field, Baton Rouge (LA)
- KBTT Aeroporto civile, Bettles (Alaska), ALS
- KBTV (Codice IATA = BTV) Aeroporto Burlington International Airport, Burlington (Vermont)
- KBUF (Codice IATA = BUF) Aeroporto Internazionale di Buffalo-Niagara, Buffalo/Niagara Falls (NY)
- KBUO (Codice IATA = BMT) Aeroporto civile, Beaumont (California)
- KBUR (Codice IATA = BUR) Aeroporto Burbank-Glendale-Pasadena Airport, Burbank
- KBUY Aeroporto Burlington-Alamance Regional Airport, Burlington (Carolina del Nord)
- KBVE Aeroporto civile, Boothville (Louisiana)
- KBVI (Codice IATA = BFP) Aeroporto civile, Beaver Falls (Pennsylvania)
- KBVO (Codice IATA = BVO) Aeroporto Bartlesville Municipal Airport, Bartlesville (OK)
- KBVX (Codice IATA = BVX) Aeroporto Automatic Weather Observing/Reporting System, Batesville (Arizona)
- KBVY (Codice IATA = BVY) Aeroporto Beverly Municipal Airport, Beverly (Massachusetts)
- KBWD (Codice IATA = BWD) Aeroporto civile, Brownwood (Texas)
- KBWG (Codice IATA = BWG) Aeroporto Bowling Green-Warren County Regional Airport, Bowling Green (Kentucky)
- KBWI (Codice IATA = BWI) Aeroporto Internazionale di Baltimora-Washington Thurgood Marshall, Baltimora (Maryland)
- KBYG (Codice IATA = BYG) Aeroporto Johnson County Airport, Buffalo (Wyoming)
- KBYH Aeroporto Air Force Base, Eaker (Arizona)
- KBYH Aeroporto civile, Blytheville Eaker Air Force Base (Arizona)
- KBYI (Codice IATA = BYI) Aeroporto Burley Municipal Airport, Burley (Idaho)
- KBYS Aeroporto civile, Fort Irwin/barstow (California)
- KBYS Aeroporto U. S. Army Airfield, Bicycle Lake (California)
- KBZN (Codice IATA = BZN) Aeroporto GALLATIN FIELD, Bozeman (Montana)
- KC19 Aeroporto civile, Holland/Tulip City (Michigan)
- KC58 Aeroporto Coast Guard Station, Two Rivers (Wisconsin)
- KC73 Aeroporto civile, Dixon/Walgreen Field (Illinois)
- KC96 Aeroporto civile, Winter Park Resort (Colorado)
- KCAD (Codice IATA = CAD) Aeroporto civile, Cadillac/Contea di Wexford (Michigan)
- KCAE (Codice IATA = CAE) Aeroporto Columbia Metropolitan Airport, Columbia (Carolina del Sud)
- KCAG Aeroporto Craig-Moffat Airport, Craig (Colorado)
- KCAK (Codice IATA = CAK) Aeroporto Akron-Canton Regional Airport, Akron/Canton (Ohio)
- KCAO (Codice IATA = CAO) Aeroporto Clayton Municipal Airpark, Clayton (Nuovo Messico)
- KCAR (Codice IATA = CAR) Aeroporto Caribou Municipal Airport, Caribou (Maine)
- KCAV Aeroporto civile, Clarion (Iowa)
- KCBF (Codice IATA = CBF) Aeroporto civile, Council Bluffs (Iowa)
- KCBG Aeroporto Municipal, Cambridge (Minnesota)
- KCBM (Codice IATA = UBS) Aeroporto Columbus Air Force Base, Columbus (Mississippi)
- KCCR (Codice IATA = CCR) Aeroporto Buchanan Field, Concord (California)
- KCCX Aeroporto Nexrad, Saint College (Pennsylvania)
- KCCY (Codice IATA = CCY) Aeroporto civile, Charles City (Iowa)
- KCDC (Codice IATA = CDC) Aeroporto Cedar City Municipal Airport, Cedar City (Utah)
- KCDH (Codice IATA = CDH) Aeroporto civile, Camden/Harrell Field (Arizona)
- KCDR (Codice IATA = CDR) Aeroporto Chadron Municipal Airport, Chadron (Nebraska)
- KCDS (Codice IATA = CDS) Aeroporto Childress Municipal Airport, Childress (Texas)
- KCDV Aeroporto Smith Airport, Cordova (Alaska), ALS
- KCDW (Codice IATA = CDW) Aeroporto Essex County Airport, Caldwell (New Jersey)
- KCEC (Codice IATA = CEC) Aeroporto Municipal, Crescent City (California)
- KCEF Aeroporto Air Force Base, Springfield/Chicopee Falls/Westover (Massachusetts)
- KCEU (Codice IATA = CEU) Aeroporto Clemson-Oconee County Airport, Clemson (Carolina del Sud)
- KCEW (Codice IATA = CEW) Aeroporto Bob Sikes Airport, Crestview (Florida)
- KCEZ (Codice IATA = CEZ) Aeroporto Cortez-Montezuma County Airport, Cortez (Colorado)
- KCFD Aeroporto civile, Bryan Coulter Field (Texas)
- KCFV Aeroporto Municipal, (Kansas)
- KCGF (Codice IATA = CGF) Aeroporto civile, Cleveland/Cuyahoga (Ohio)
- KCGI (Codice IATA = CGI) Aeroporto Cape Girardeau Regional Airport, Cape Girardeau (Missouri)
- KCGJ Aeroporto civile, Mc Connell (Kansas)
- KCGX (Codice IATA = CGX) Aeroporto di Meigs Field, Chicago (Illinois)
- KCGZ (Codice IATA = CGZ) Aeroporto Automatic Weather Observing/Reporting System, Casa Granda (Arizona)
- KCHA (Codice IATA = CHA) Aeroporto Lovell Field, Chattanooga (Tennessee)
- KCHD Aeroporto civile, Chandler Municipal Airport (Arizona)
- KCHH Aeroporto civile, Chatham (Massachusetts)
- KCHI Aeroporto civile, Chicago Wsfo (Illinois)
- KCHO (Codice IATA = CHO) Aeroporto Charlottesville-Albemarle Airport, Charlottesville (Virginia)
- KCHS Aeroporto Air Force Base, Charleston (Carolina del Sud)
- KCIC (Codice IATA = CIC) Aeroporto Chico Municipal Airport, Chico (California)
- KCID (Codice IATA = CID) Aeroporto Cedar Rapids Municipal Airport, Cedar Rapids/Iowa City (Iowa)
- KCIN (Codice IATA = CIN) Aeroporto civile, Carroll (Iowa)
- KCIU (Codice IATA = CIU) Aeroporto Automatic Weather Observing/Reporting System, Sault Sainte Marie/Chippewa International (Michigan)
- KCKB (Codice IATA = CKB) Aeroporto civile, Clarksburg/Benedum (Virginia Occidentale)
- KCKL Aeroporto civile, Centreville (Alabama)
- KCKN (Codice IATA = CKN) Aeroporto Crookston Municipal Field, Crookston (Minnesota)
- KCKV (Codice IATA = CKV) Aeroporto Outlaw Field, Clarksville (Tennessee)
- KCLE (Codice IATA = CLE) Aeroporto Cleveland-Hopkins International Airport, Cleveland
- KCLL (Codice IATA = CLL) Aeroporto Easterwood Field, College Station (Texas)
- KCLM (Codice IATA = CLM) Aeroporto civile, Port Angeles (Washington)
- KCLT (Codice IATA = CLT) Aeroporto Internazionale di Charlotte-Douglas, Charlotte (Carolina del Nord)
- KCMA Aeroporto Automatic Weather Observing/Reporting System, Camarillo (California)
- KCMH (Codice IATA = CMH) Aeroporto Internazionale di Port Columbus (Ohio)
- KCMI (Codice IATA = CMI) Aeroporto University Of Illinois-Willard Airport, Champaign/Urbana (Illinois)
- KCMX (Codice IATA = CMX) Aeroporto HOUGHTON COUNTY/MEMORIAL, Hancock (Michigan)
- KCMY Aeroporto USA Army Air Field, Mc Coy (Wisconsin)
- KCNC Aeroporto civile, Chariton (Iowa)
- KCNK (Codice IATA = CNK) Aeroporto Blosser Municipal Airport, Concordia (Kansas)
- KCNM (Codice IATA = CNM) Cavern City Air Terminal, Carlsbad (Nuovo Messico)
- KCNM Aeroporto civile, Carlsbad Mcclellan-Palomar Airport (California)
- KCNO (Codice IATA = CNO) Aeroporto civile, Chino (California)
- KCNU (Codice IATA = CNU) Aeroporto Chanute Martin Johnson Airport, Chanute (Kansas)
- KCNW (Codice IATA = CNW) Aeroporto TSTI-Waco/James Connall Airport, Waco (Texas)
- KCNY (Codice IATA = CNY) Aeroporto civile, Moab (Utah)
- KCOD (Codice IATA = COD) Aeroporto regionale di Yellowstone, Cody (Wyoming)
- KCOE (Codice IATA = COE) Aeroporto Automatic Weather Observing/Reporting System, Coeur d'Alene (Idaho)
- KCOF (Codice IATA = COF) Aeroporto Patrick Air Force Base, Cocoa Beach (Florida)
- KCON Aeroporto Concord Municipal Airport, Concord (New Hampshire)
- KCOQ Aeroporto Automatic Weather Observing/Reporting System, Cloquet (Minnesota)
- KCOS (Codice IATA = COS) Aeroporto PETERSON FIELD - City Of Colorado Springs Municipal Airport, Colorado Springs (Colorado)
- KCOT (Codice IATA = COT) Aeroporto Cotulla-La Salle County Airport, Cotulla (Texas)
- KCOU (Codice IATA = COU) Aeroporto Columbia Regional Airport, Columbia (Missouri)
- KCPR (Codice IATA = CPR) Aeroporto Natrona County International Airport, Casper (Wyoming)
- KCPS (Codice IATA = CPS) Aeroporto St Louis Downtown-Parks Airport, Cahokia/St Louis (Illinois)
- KCQN Aeroporto civile, Chattanooga/Daisy (Tennessee)
- KCQV Aeroporto Municipal, Colville (Washington)
- KCQX Aeroporto Chatham Municipal Airport, Chatham (Massachusetts)
- KCRE (Codice IATA = CRE) Aeroporto Grand Strand Airport, North Myrtle Beach (Carolina del Sud)
- KCRG (Codice IATA = CRG) Aeroporto Craig Municipal Airport, Jacksonville (FL)
- KCRP (Codice IATA = CRP) Aeroporto Corpus Christi International Airport, Corpus Christi (Texas)
- KCRQ (Codice IATA = CLD) Aeroporto Mcclellan-Palomar Airport, Carlsbad (California)
- KCRS (Codice IATA = CRS) Aeroporto Campbell Field-Corsicana Municipal Airport, Corsicana (Texas)
- KCRW (Codice IATA = CRW) Aeroporto Yeager Airport, Charleston (Virginia Occidentale)
- KCSG (Codice IATA = CSG) Aeroporto METROPOLITAN/FORT BENNING, Columbus (Georgia)
- KCSL Aeroporto civile, Camp San Luis (California)
- KCSM (Codice IATA = CSM) Aeroporto Clinton-Sherman Airport, Clinton (Oklahoma)
- KCSQ (Codice IATA = CSQ) Aeroporto civile, Creston (Iowa)
- KCSV (Codice IATA = CSV) Aeroporto Crossville Memorial Airport, Crossville (Tennessee)
- KCTB (Codice IATA = CTB) Aeroporto Automatic Weather Observing/Reporting System, Cut Bank (Montana)
- KCTO (Codice IATA = CTO) Aeroporto civile, Calverton/Grumman (New York)
- KCTY (Codice IATA = CTY) Aeroporto Cross City Airport, Cross City (Florida)
- KCUB (Codice IATA = CUB) Aeroporto Columbia Owens Downtown Airport, Columbia (Carolina del Sud)
- KCUS Aeroporto civile, Columbus Municipal Airport (Nuovo Messico)
- KCVG Aeroporto civile, Aeroporto Internazionale di Cincinnati
- KCVG (Codice IATA = CVG) Aeroporto Cincinnati/Northern Kentucky International Airport, Covington/Cincinnati (Kentucky)
- KCVN (Codice IATA = CVN) Aeroporto Municipal, Clovis (Nuovo Messico)
- KCVO (Codice IATA = CVO) Aeroporto Automatic Weather Observing/Reporting System, Corvallis Municipal (Oregon)
- KCVS Aeroporto civile, Clovis Cannon Air Force Base (Nuovo Messico)
- KCVS (Codice IATA = CVS) Aeroporto Clovis, Cannon AFB (Nuovo Messico)
- KCWA (Codice IATA = CWA) Aeroporto Central Wisconsin, Mosinee/Wausau/Stevens Point (Wisconsin)
- KCWF Aeroporto civile, Chenault Airpark (Louisiana)
- KCWI (Codice IATA = CWI) Aeroporto Automatic Weather Observing/Reporting System, Clinton Municipal (Iowa)
- KCXL (Codice IATA = CXL) Aeroporto Calexico International Airport, Calexico (California)
- KCXO (Codice IATA = CXO) Aeroporto Montgomery County Airport, Conroe (Texas)
- KCXY (Codice IATA = HAR) Aeroporto civile, Harrisburg (Pennsylvania)
- KCYS (Codice IATA = CYS) Aeroporto Municipal, Cheyenne (Wyoming)
- KCZD Aeroporto Municipal, Cozad (Nebraska)
- KCZK (Codice IATA = CZK) Aeroporto civile, Cascade Locks State (Oregon)
- KCZZ Aeroporto civile, Campo (California)
- KD07 Aeroporto Municipal, Faith (Carolina del Sud)
- KD45 Aeroporto civile, Warroad (Minnesota)
- KD97 Aeroporto Municipal, South St Paul (Minnesota)
- KDAA Aeroporto Davison Army Air Field, Fort Belvoir (Virginia)
- KDAB (Codice IATA = DAB) Aeroporto REGIONAL, Daytona Beach (Florida)
- KDAG (Codice IATA = DAG) Aeroporto Barstow-Daggett, Daggett (California)
- KDAL (Codice IATA = DAL) Aeroporto Dallas Love Field, Dallas (Texas)
- KDAN (Codice IATA = DAN) Aeroporto civile, Danville (Virginia)
- KDAX Aeroporto Nexrad, Sacramento (California)
- KDAY (Codice IATA = DAY) Aeroporto Internazionale di Dayton, Dayton (Ohio)
- KDBQ (Codice IATA = DBQ) Aeroporto Municipal, Dubuque (Iowa)
- KDCA (Codice IATA = DCA) Aeroporto Nazionale di Washington-Ronald Reagan, Washington
- KDCG Aeroporto civile, San Diego Coast Guard Air Base (California)
- KDCU Aeroporto Pryor Field, Decatur (Alabama)
- KDDC (Codice IATA = DDC) Aeroporto Municipal, Dodge City (Kansas)
- KDEC (Codice IATA = DEC) Aeroporto Municipal, Decatur (Illinois)
- KDEE (Codice IATA = DRG) Aeroporto civile, Deering (Alaska), ALS
- KDEH (Codice IATA = DEH) Aeroporto civile, Decorah (Iowa)
- KDEN (Codice IATA = DEN) Aeroporto Internazionale di Denver, Denver (Colorado)
- KDEQ Aeroporto Helms Sevier County Airport, De Queen (Arizona)
- KDET (Codice IATA = DET) Aeroporto Detroit City Airport, Detroit (Michigan)
- KDFI (Codice IATA = DFI) Aeroporto Defiance Memorial Airport, Defiance (Ohio)
- KDFW (Codice IATA = DFW) Aeroporto Internazionale di Dallas/Fort Worth, Dallas/Fort Worth (Texas)
- KDGW (Codice IATA = DGW) Aeroporto Converse County Airport, Douglas (Wyoming)
- KDHN (Codice IATA = DHN) Aeroporto Municipal, Dothan (Alabama)
- KDHT Aeroporto Dalhart Municipal Airport, Dalhart (Texas)
- KDIK (Codice IATA = DIK) Aeroporto civile, Dickinson (Dakota del Nord)
- KDIX Aeroporto Nexrad, Phila (Pennsylvania)
- KDKK (Codice IATA = DKK) Contea di Aeroporto Chautauqua/Dunkirk Airport, Dunkirk (New York)
- KDKX Aeroporto civile, Knoxville Downtown (Tennessee)
- KDLF (Codice IATA = DLF) Aeroporto Laughlin Air Force Base Auxiliary Airfield, Del Rio/Laughlin (Texas)
- KDLH (Codice IATA = DLH) Aeroporto Duluth International Airport, Duluth/Superior (Minnesota)
- KDLN (Codice IATA = DLN) Aeroporto civile, Dillon (Montana)
- KDLS (Codice IATA = DLS) Aeroporto Municipal, The Dalles
- KDMA (Codice IATA = DMA) Aeroporto Air Force Base, Davis-Monthan (Arizona)
- KDMF Aeroporto civile, Dannelly A.n.g. (Alabama)
- KDMN Aeroporto Municipal, Deming (Nuovo Messico)
- KDMO (Codice IATA = DMO) Aeroporto Sedalia Memorial Airport, Sedalia (Missouri)
- KDMX Aeroporto Nexrad, Des Moines (Iowa)
- KDNL (Codice IATA = DNL) Aeroporto Daniel Field, Augusta (Georgia)
- KDNR Aeroporto STAPLETON FIELD, Denver (Colorado)
- KDNS (Codice IATA = DNS) Aeroporto civile, Denison (Iowa)
- KDOV (Codice IATA = DOV) Aeroporto Air Force Base, Dover (Delaware)
- KDPA (Codice IATA = DPA) Aeroporto DuPage, Chicago/West Chicago (Illinois)
- KDPG Aeroporto Proving Grounds, Dugway (Utah)
- KDRA Aeroporto Desert Rock Airport, Mercury (Nevada)
- KDRI Aeroporto civile, De Ridder Beauregard Parish Airport (Louisiana)
- KDRO (Codice IATA = DRO) Aeroporto La Plata County Airport, Durango/Purgatory (Colorado)
- KDRT (Codice IATA = DRT) Aeroporto Del Rio International Airport, Del Rio (Texas)
- KDSM Aeroporto Des Moines International Airport, Des Moines (Iowa)
- KDSV Aeroporto Municipal, Dansville (Contea di Livingston, New York)
- KDTL (Codice IATA = DTL) Aeroporto Automatic Weather Observing/Reporting System, Detroit Lakes (Minnesota)
- KDTN (Codice IATA = DTN) Aeroporto Shreveport Downtown Airport, Shreveport (Louisiana)
- KDTO Aeroporto Municipal, Denton (Texas)
- KDTS (Codice IATA = DSI) Aeroporto civile, Destin (Florida)
- KDTW (Codice IATA = DTW) Contea di Aeroporto Detroit Metropolitan Wayne, Detroit (Michigan)
- KDTX Aeroporto Nexrad, Detroit (Michigan)
- KDUG (Codice IATA = DUG) Aeroporto Bisbee International, Douglas (Arizona)
- KDUJ Aeroporto Automatic Weather Observing/Reporting System, Du Bois (Pennsylvania)
- KDVL Aeroporto Automatic Weather Observing/Reporting System, Devils Lake (Dakota del Nord)
- KDVN Aeroporto Municipal, Davenport (Iowa)
- KDVT (Codice IATA = DVT) Aeroporto Phoenix-Deer Valley Municipal Airport, Phoenix (Arizona)
- KDWH (Codice IATA = DWH) Aeroporto Hooks Memorial Airport, Houston (Texas)
- KDXR (Codice IATA = DXR) Aeroporto Municipal, Danbury (Connecticut)
- KDYR Aeroporto Automatic Weather Observing/Reporting System, Dyersburg (Tennessee)
- KDYS Aeroporto civile, Abilene Dyess Air Force Base (Texas)
- KDYS (Codice IATA = DYS) Aeroporto civile, Dyess AFB
- KE02 Aeroporto Odessa-Schlemeyer Field, Odessa (Texas)
- KE28 Aeroporto civile, Northrup Landing Strip (Nuovo Messico)
- KE33 Aeroporto civile, Chama (Nuovo Messico)
- KE74 Aeroporto Automatic Meteorological Observing System, Safford (Arizona)
- KEAA (Codice IATA = EAA) Aeroporto civile, Eagle (Alaska), ALS
- KEAR (Codice IATA = EAR) Aeroporto Municipal, Kearney (Nebraska)
- KEAT (Codice IATA = EAT) Aeroporto civile, Wenatchee (Washington)
- KEAU (Codice IATA = EAU) Aeroporto Municipal, Eau Claire (Wisconsin)
- KEAX Aeroporto Nexrad, Pleasant (Missouri)
- KEBS (Codice IATA = EBS) Aeroporto civile, Webster City (Iowa)
- KECG (Codice IATA = ECG) Aeroporto Elizabeth City Coast Guard Air Station, Elizabeth City (Carolina del Nord)
- KEDW (Codice IATA = EDW) Aeroporto Air Force Base, Edwards (California)
- KEED (Codice IATA = EED) Aeroporto civile, Needles (California)
- KEEN (Codice IATA = EEN) Aeroporto DILANT HOPKINS, Keene/Brattleboro (New Hampshire)
- KEEO Aeroporto civile, Meeker (Colorado)
- KEET Aeroporto Shelby County Airport, Alabaster (Alabama)
- KEEW Aeroporto civile, Neenah (Wisconsin)
- KEFC Aeroporto civile, Belle Fourche (Carolina del Sud)
- KEFD (Codice IATA = EFD) Aeroporto Ellington Field, Houston (Texas)
- KEGE Aeroporto Regional, Eagle (Colorado)
- KEGI (Codice IATA = EGI) Aeroporto Auxiliary, Duke Fld/Eglin (Florida)
- KEGP (Codice IATA = EGP) Aeroporto Eagle Pass Municipal Airport, Eagle Pass (Texas)
- KEHA Aeroporto Automatic Weather Observing/Reporting System, Elkhart (Kansas)
- KEHR Aeroporto civile, Henderson City (Kentucky)
- KEKA (Codice IATA = EKA) Aeroporto civile, Eureka (California)
- KEKM Aeroporto Municipal, Elkhart (Indiana)
- KEKN (Codice IATA = EKN) Aeroporto Elkins-Randolph County-Jennings Randolph Field, Elkins (Virginia Occidentale)
- KEKO (Codice IATA = EKO) Aeroporto J.C. HARRIS FIELD, Elko (Nevada)
- KELD (Codice IATA = ELD) Aeroporto El Dorado Goodwin Field, El Dorado (Arizona)
- KELM (Codice IATA = ELM) Aeroporto REGIONAL, Elmira/Corning (New York)
- KELN (Codice IATA = ELN) Aeroporto Bowers Field, Ellensburg (Washington)
- KELO (Codice IATA = LYU) Aeroporto civile, Ely (Minnesota)
- KELP (Codice IATA = ELP) Aeroporto Internazionale di El Paso, El Paso (Texas)
- KELY (Codice IATA = ELY) Aeroporto YELLAND FIELD, Ely (Nevada)
- KELZ (Codice IATA = ELZ) Aeroporto Municipal, Wellsville (New York)
- KEMP (Codice IATA = EMP) Aeroporto Municipal, Emporia (Kansas)
- KEMT (Codice IATA = EMT) Aeroporto civile, El Monte (California)
- KEND (Codice IATA = END) Aeroporto civile, Vance AFB/Enid (Oklahoma)
- KEND Aeroporto civile, Enid Vance Air Force Base (Oklahoma)
- KENN Aeroporto Municipal Airport, Nenana, ALS
- KENV (Codice IATA = ENV) Aeroporto Wendover Airport, Wendover (Utah)
- KENW (Codice IATA = ENW) Aeroporto Kenosha Regional Airport, Kenosha (Wisconsin)
- KENX (Codice IATA = NAB) Aeroporto Nexrad, Albany (New York)
- KEOK (Codice IATA = EOK) Aeroporto Municipal, Keokuk (Iowa)
- KEPH (Codice IATA = EPH) Aeroporto Municipal, Ephrata (Washington)
- KEPO Aeroporto civile, Eastport (Maine)
- KEPZ Aeroporto civile, Santa Teresa (Nuovo Messico)
- KEQY Aeroporto civile, Monroe (Carolina del Nord)
- KERI (Codice IATA = ERI) Aeroporto INTERNATIONAL, Erie (Pennsylvania)
- KERV (Codice IATA = ERV) Aeroporto Municipal, Kerrville (Texas)
- KESC (Codice IATA = ESC) Aeroporto DELTA COUNTY, Escanaba (Michigan)
- KESF (Codice IATA = ESF) Aeroporto Alexandria Esler Field Regional Airport, Alexandria (Louisiana)
- KESN (Codice IATA = ESN) Aeroporto civile, Easton/Newman/Fld (Maryland)
- KEST (Codice IATA = EST) Aeroporto Municipal, Estherville (Iowa)
- KESX Aeroporto Nexrad, Las Vegas (Nevada)
- KETH Aeroporto Automatic Weather Observing/Reporting System, Wheaton Ndb (Minnesota)
- KEUG (Codice IATA = EUG) Aeroporto civile, Eugene
- KEUL Aeroporto Automatic Weather Observing/Reporting System, Caldwell (Idaho)
- KEVM (Codice IATA = EVM) Aeroporto Automatic Weather Observing/Reporting System, Eveleth Municipal (Minnesota)
- KEVV (Codice IATA = EVV) Aeroporto REGIONAL, Evansville In/Owensboro Ky (Indiana)
- KEVW (Codice IATA = EVW) Aeroporto Evanston-Uinta County Burns Field, Evanston (Wyoming)
- KEWB (Codice IATA = EWB) Aeroporto civile, New Bedford (Massachusetts)
- KEWK (Codice IATA = EWK) Aeroporto Automatic Weather Observing/Reporting System, Newton (Kansas)
- KEWN (Codice IATA = EWN) Aeroporto Craven County Regional Airport, New Bern
- KEWR (Codice IATA = EWR) Aeroporto Internazionale di Newark-Liberty, Newark (New Jersey)
- KEWX Aeroporto Nexrad, San Antonio (Texas)
- KEYE Aeroporto Eagle Creek Airpark, Indianapolis (Indiana)
- KEYW (Codice IATA = EYW) Aeroporto Key West International Airport, Key West (Florida)
- KEZF Aeroporto civile, Shannon (Virginia)
- KF10 Aeroporto Municipal, Henryetta (Oklahoma)
- KF30 Aeroporto Municipal, Sulphur (Oklahoma)
- KF39 Aeroporto civile, Sherman-Denison (Texas)
- KF54 Aeroporto Arlington Municipal Airport, Arlington (Texas)
- KFAF Aeroporto Felker Army Air Field, Fort Eustis/Felker (Virginia)
- KFAM (Codice IATA = FAM) Aeroporto civile, Farmington (Missouri)
- KFAR (Codice IATA = FAR) Aeroporto Internazionale Hector, Fargo (Dakota del Nord)
- KFAT Aeroporto Internazionale di Fresno-Yosemite, Fresno (California)
- KFAY (Codice IATA = FAY) Aeroporto Municipal, Fayetteville/Fort Bragg Nc (Carolina del Nord)
- KFBG Aeroporto civile, Fort Bragg/Simmonsaaf (Carolina del Nord)
- KFBL (Codice IATA = FBL) Aeroporto Automatic Weather Observing/Reporting System, Faribault Municipal (Minnesota)
- KFBO Aeroporto civile, Toulouse-Bourg Saint Bernard, F
- KFCA (Codice IATA = FCA) Aeroporto GLACIER PARK, Kalispell (Montana)
- KFCH (Codice IATA = FCH) Aeroporto civile, Fresno-Chandler (California)
- KFCL Aeroporto Supplementary Aviation Weather Reporting Station, Fort Collins (Colorado)
- KFCM (Codice IATA = FCM) Aeroporto Flying Cloud Airport, Minneapolis (Minnesota)
- KFCS (Codice IATA = FCS) Aeroporto civile, Colorado Springs/Fort Carson (Colorado)
- KFCX Aeroporto Nexrad, Roanoke (Virginia)
- KFDR (Codice IATA = FDR) Aeroporto Municipal, Frederick (Oklahoma)
- KFDY (Codice IATA = FDY) Aeroporto Automatic Weather Observing/Reporting System, Findlay (Ohio)
- KFET (Codice IATA = FET) Aeroporto Municipal, Fremont (Nebraska)
- KFFC Aeroporto Peachtree City-Falcon Field, Atlanta (Georgia)
- KFFL (Codice IATA = FFL) Aeroporto civile, Fair Field (Iowa)
- KFFM (Codice IATA = FFM) Aeroporto Municipal, Fergus Falls (Minnesota)
- KFFO (Codice IATA = FFO) Aeroporto Wright-Patterson Air Force Base, Dayton (Ohio)
- KFFT (Codice IATA = FFT) Aeroporto Capital City Airport, Frankfort (Kentucky)
- KFFZ Aeroporto civile, Mesa/Falcon Field (Arizona)
- KFHR (Codice IATA = FRD) Aeroporto civile, Friday Harbor (Washington)
- KFHU (Codice IATA = FHU) Aeroporto civile, Fort Huachuca/Sierra Vista (Arizona)
- KFIT Aeroporto Municipal, Fitchburg (Massachusetts)
- KFKL (Codice IATA = FKL) Aeroporto Chess Lamberton, Franklin (Pennsylvania)
- KFKN (Codice IATA = FKN) Aeroporto civile, Franklin/J B Rose (Virginia)
- KFLD (Codice IATA = FLD) Aeroporto Fond Du Lac County Airport, Fond Du Lac (Wisconsin)
- KFLG (Codice IATA = FLG) Aeroporto civile, Flagstaff (Arizona)
- KFLL (Codice IATA = FLL) Aeroporto Internazionale di Fort Lauderdale-Hollywood, Fort Lauderdale/Hollywood (Florida)
- KFLO (Codice IATA = FLO) Aeroporto GILBERT FIELD - Florence Regional Airport, Florence (Carolina del Sud)
- KFLP (Codice IATA = FLP) Aeroporto Automatic Weather Observing/Reporting System, Flippin (Arizona)
- KFLV Aeroporto Sherman Army Air Field, Fort Leavenworth (Kansas)
- KFME Aeroporto Tipton Army Air Field, Fort Meade/Tipton (Maryland)
- KFMH Aeroporto civile, Otis Angb (Massachusetts)
- KFMH (Codice IATA = FMH) Aeroporto Otis Army National Guard Base, Falmouth (Massachusetts)
- KFMN (Codice IATA = FMN) Aeroporto Farmington Four Corners Regional Airport, Farmington (Nuovo Messico)
- KFMY (Codice IATA = FMY) Aeroporto Page Field, Fort Myers (Florida)
- KFNB Aeroporto Brenner, Falls City (Nebraska)
- KFNL (Codice IATA = FNL) Aeroporto civile, Fort Collins/Loveland (Colorado)
- KFNT (Codice IATA = FNT) Aeroporto BISHOP INTERNATIONAL, Flint (Michigan)
- KFOD (Codice IATA = FOD) Aeroporto Fort Dodge Regional Airport, Fort Dodge, Iowa
- KFOE (Codice IATA = FOE) Aeroporto FORBES AFB, Topeka (Kansas)
- KFOK (Codice IATA = FOK) Aeroporto Francis S. Gabreski Airport, Westhampton Beach (New York)
- KFOQ Aeroporto Supplementary Aviation Weather Reporting Station, Freeport (Texas)
- KFPR (Codice IATA = FPR) Aeroporto St Lucie County International Airport, Fort Pierce
- KFRG (Codice IATA = FRG) Aeroporto civile, Farmingdale (New York)
- KFRI Aeroporto Ks. Army, Fort Riley/Junction City (Kansas)
- KFRM (Codice IATA = FRM) Aeroporto Municipal, Fairmont (Minnesota)
- KFSD (Codice IATA = FSD) Aeroporto civile, Sioux Falls (Carolina del Sud)
- KFSE Aeroporto Automatic Weather Observing/Reporting System, Fosston (Minnesota)
- KFSI Aeroporto Henry Post Army Air Field, Fort Sill (Oklahoma)
- KFSM (Codice IATA = FSM) Aeroporto Fort Smith Municipal Airport, Fort Smith (Arizona)
- KFST (Codice IATA = FST) Aeroporto Fort Stockton-Pecos County Airport, Fort Stockton (Texas)
- KFSW Aeroporto civile, Fort Madison (Iowa)
- KFTG Aeroporto Nexrad, Denver (Colorado)
- KFTK Aeroporto Godman Army Air Field, Fort Knox (Kentucky)
- KFTW (Codice IATA = FTW) Aeroporto Meacham International Airport, Fort Worth (Texas)
- KFTY (Codice IATA = FTY) Aeroporto Fulton County Airport-Brown Field, Atlanta (Georgia)
- KFUL (Codice IATA = FUL) Aeroporto Municipal, Fullerton (California)
- KFVE (Codice IATA = WFK) Aeroporto civile, Frenchville (Maine)
- KFVX Aeroporto civile, Farmville (Virginia)
- KFWA (Codice IATA = FWA) Aeroporto BEAR FIELD, Fort Wayne (Indiana)
- KFWD Aeroporto civile, Fort Worth (Texas)
- KFWH Aeroporto civile, Fort Worth Carswell Air Force Base (Texas)
- KFWN Aeroporto civile, Sussex (New Jersey)
- KFWS Aeroporto Nexrad, Dfw (Texas)
- KFXE (Codice IATA = FXE) Aeroporto Fort Lauderdale Executive Airport, Fort Lauderdale (Florida)
- KFYV (Codice IATA = FYV) Aeroporto Fayetteville Drake Field, Fayetteville (Arizona)
- KGAD (Codice IATA = GAD) Aeroporto Automatic Weather Observing/Reporting System, Gadsen Municipal (Alabama)
- KGAG (Codice IATA = GAG) Aeroporto Gage Airport, Gage (Oklahoma)
- KGBD (Codice IATA = GBD) Aeroporto civile, Great Bend (Kansas)
- KGBN Aeroporto U. S. Army Airfield, Gila Bend (Arizona)
- KGCC (Codice IATA = GCC) Aeroporto CAMPBELL COUNTY, Gillette (Wyoming)
- KGCK (Codice IATA = GCK) Aeroporto Garden City Municipal Airport, Garden City (Kansas)
- KGCN (Codice IATA = GCN) Aeroporto NATIONAL PARK, Grand Canyon (Arizona)
- KGDP Aeroporto Guadalupe Mountains National Park, Pine Springs (Texas)
- KGDV (Codice IATA = GDV) Aeroporto civile, Glendive (Montana)
- KGED (Codice IATA = GED) Aeroporto Sussex County Airport, Georgetown (Delaware)
- KGEG (Codice IATA = GEG) Aeroporto Spokane International Airport, Spokane (Washington)
- KGEY (Codice IATA = GEY) Aeroporto South Big Horn County Airport, Greybull (Wyoming)
- KGFA (Codice IATA = GFA) Aeroporto Malmstrom Air Force Base, Great Falls Malmstrom (Montana)
- KGFK (Codice IATA = GFK) Aeroporto Grand Forks International Airport, Grand Forks (Dakota del Nord)
- KGFL (Codice IATA = GFL) Aeroporto Warren County Airport, Glens Falls (New York)
- KGGB Aeroporto civile, Golden Gate Bridge (California)
- KGGG (Codice IATA = GGG) Aeroporto Gregg County Airport, Longview/Gladewater/Kilgore (Texas)
- KGGW (Codice IATA = GGW) Aeroporto civile, Glasgow (Montana)
- KGHW Aeroporto civile, Glenwood Asos (Minnesota)
- KGIF Aeroporto Winter Haven's Gilbert Airport, Winter Haven
- KGJT (Codice IATA = GJT) Aeroporto WALKER FIELD, Grand Junction (Colorado)
- KGKN Aeroporto civile, Gulkana, ALS
- KGLD (Codice IATA = GLD) Aeroporto RENNER FIELD, Goodland (Kansas)
- KGLH (Codice IATA = GLH) Aeroporto civile, Greenville Ms (Mississippi)
- KGLR (Codice IATA = GLR) Aeroporto Otsego County Airport, Gaylord (Michigan)
- KGLS (Codice IATA = GLS) Aeroporto Scholes Field, Galveston (Texas)
- KGMU (Codice IATA = GSP) Aeroporto Greenville Spartanburg Airport, Greenville/Greer (Carolina del Sud)
- KGNT (Codice IATA = GNT) Aeroporto Grants-Milan Municipal Airport, Grants (Nuovo Messico)
- KGNV (Codice IATA = GNV) Aeroporto JR ALISON MUNICIPAL - Gainesville Regional Airport, Gainesville (Florida)
- KGOK (Codice IATA = GOK) Aeroporto Municipal, Guthrie (Oklahoma)
- KGON (Codice IATA = GON) Aeroporto civile, New London/Groton (Connecticut)
- KGPT (Codice IATA = GPT) Aeroporto civile, Gulfport/Biloxi (Mississippi)
- KGPZ (Codice IATA = GPZ) Aeroporto civile, Grand Rapids (Minnesota)
- KGRB (Codice IATA = GRB) Aeroporto Austin Straybel International Airport, Green Bay (Wisconsin)
- KGRD (Codice IATA = GRD) Aeroporto Greenwood County Airport, Greenwood (Carolina del Sud)
- KGRF Aeroporto Gray Army Air Field, Fort Lewis (Washington)
- KGRI (Codice IATA = GRI) Aeroporto CENTRAL NEBRASKA REGIONAL, Grand Island (Nebraska)
- KGRK Aeroporto civile, Killeen Municipal Airport (Texas)
- KGRK (Codice IATA = GRK) Aeroporto U. S. Army Airfield, Fort Hood/Gray (Texas)
- KGRM (Codice IATA = GRM) Aeroporto Municipal, Grand Marais (Minnesota)
- KGRN (Codice IATA = GRN) Aeroporto Municipal, Gordon (Nebraska)
- KGRR (Codice IATA = GRR) Aeroporto Kent County International Airport, Grand Rapids (Michigan)
- KGSB Aeroporto Seymour Johnson Air Force Base, Goldsboro (Carolina del Nord)
- KGSH (Codice IATA = GSH) Aeroporto Municipal, Goshen (Indiana)
- KGSO (Codice IATA = GSO) Aeroporto PIEDMONT TRIAD INTERNATIONAL, Greensboro/High Point/Winston - Salem (Carolina del Nord)
- KGSP Aeroporto Internazionale di Greenville-Spartanburg, Greer (Carolina del Sud)
- KGTB Aeroporto Sack U. S. Army Airfield, Fort Drum/Wheeler (New York)
- KGTF (Codice IATA = GTF) Aeroporto Great Falls International Airport, Great Falls (Montana)
- KGTR Aeroporto Automatic Weather Observing/Reporting System, Golden Tri (Mississippi)
- KGTU Aeroporto Automatic Weather Observing/Reporting System, Georgetown (Texas)
- KGUC (Codice IATA = GUC) Aeroporto GUNNISON COUNTY, Gunnison (Colorado)
- KGUP (Codice IATA = GUP) Aeroporto Municipal, Gallup (Nuovo Messico)
- KGUS Aeroporto civile, Peru Grissom Air Force Base (Indiana)
- KGUS Aeroporto Grissom Afb, Grissom/Peru (Indiana)
- KGUY (Codice IATA = GUY) Aeroporto civile, Guymon (Oklahoma)
- KGVL (Codice IATA = GVL) Aeroporto Gilmer Memorial Airport, Gainesville (Georgia)
- KGVT (Codice IATA = GVT) Aeroporto Greenville Majors Airport, Greenville/Majors (Texas)
- KGVW (Codice IATA = GVW) Aeroporto Richards-Gebaur Airport, Kansas City/Grandview (Missouri)
- KGWO (Codice IATA = GWO) Aeroporto Greenwood-Leflore Airport, Greenwood (Mississippi)
- KGXY (Codice IATA = GXY) Aeroporto Automatic Weather Observing/Reporting System, Greeley/Weld (Colorado)
- KGYR (Codice IATA = GYR) Aeroporto Municipal, Goodyear (Arizona)
- KGYY (Codice IATA = GYY) Aeroporto Regional, Gary/Chicago (Indiana)
- KGZH Aeroporto Middleton Field, Evergreen (Alabama)
- KH32 Aeroporto civile, Southwest Harbor (Maine)
- KH39 Aeroporto civile, High Island A572c (Louisiana)
- KH92 Aeroporto Municipal, Hominy (Oklahoma)
- KHAO (Codice IATA = HAO) Aeroporto Hamilton-Fairfield Airport, Hamilton (Ohio)
- KHAR Aeroporto civile, Harrisburg Capital City Airport (Pennsylvania)
- KHAT Aeroporto civile, Cape Hatteras (Carolina del Nord)
- KHBG Aeroporto Chain Municipal Airport, Hattiesburg
- KHBR Aeroporto Municipal, Hobart (Oklahoma)
- KHCD Aeroporto Automatic Weather Observing/Reporting System, Hutchinson (Minnesota)
- KHDE (Codice IATA = HDE) Aeroporto Brewster Field Airport, Brewster Field (Nebraska)
- KHDN (Codice IATA = HDN) Aeroporto YAMPA VALLEY REGIONAL, Hayden/Steamboat Springs/Yampa Valley (Colorado)
- KHDO Aeroporto Municipal, Hondo (Texas)
- KHEF Aeroporto Automatic Weather Observing/Reporting System, Manassas Municipal (Virginia)
- KHEI Aeroporto Municipal, Hettinger (Dakota del Nord)
- KHEY Aeroporto Ozark, Hanchey Ahp (Alabama)
- KHEZ (Codice IATA = HEZ) Aeroporto Automatic Weather Observing/Reporting System, Natchez/Hardy (Mississippi)
- KHFD (Codice IATA = HFD) Aeroporto Brainard Airport, Hartford (Connecticut)
- KHFF Aeroporto U. S. Army Airfield, Mackall (Carolina del Nord)
- KHGR (Codice IATA = HGR) Aeroporto WASHINGTON COUNTY REGIONAL, Hagerstown (Maryland)
- KHGX Aeroporto Nexrad, Hustn/Glvstn (Texas)
- KHHF Aeroporto civile, Canadian/Hemphill (Texas)
- KHHR (Codice IATA = HHR) Aeroporto Hawthorne Municipal Airport, Hawthorne (California)
- KHIB (Codice IATA = HIB) Aeroporto civile, Hibbing/Chisholm (Minnesota)
- KHIB Aeroporto civile, Chisholm-Hibbing Airport (Minnesota)
- KHIE (Codice IATA = HIE) Aeroporto Mount Washington Regional Airport, Whitefield (New Hampshire)
- KHIF Aeroporto civile, Ogden Hill Air Force Base (Utah)
- KHIF (Codice IATA = HIF) Aeroporto civile, Hill AFB/Ogden (Utah)
- KHIO (Codice IATA = HIO) Aeroporto Portland-Hillsboro Airport, Portland (Oregon)
- KHKA (Codice IATA = HKA) Aeroporto Blytheville Municipal Airport, Blytheville (Arizona)
- KHKS (Codice IATA = HKS) Aeroporto Hawkins Field, Jackson (Mississippi)
- KHKY (Codice IATA = HKY) Aeroporto Hickory Regional Airport, Hickory (Carolina del Nord)
- KHLC (Codice IATA = HLC) Aeroporto Municipal, Hill City (Kansas)
- KHLG Aeroporto Wheeling Ohio County Airport, Wheeling (Virginia Occidentale)
- KHLN (Codice IATA = HLN) Aeroporto Helena Regional Airport, Helena (Montana)
- KHLR (Codice IATA = HLR) Aeroporto Fort Hood Army Air Field, Fort Hood (Texas)
- KHLX Aeroporto civile, Hillsville (Virginia)
- KHMM Aeroporto civile, Hamilton/Ravalli County (Montana)
- KHMN (Codice IATA = HMN) Aeroporto Air Force Base, Holloman (Nuovo Messico)
- KHMN Aeroporto civile, Alamogordo Holloman Air Force Base (Nuovo Messico)
- KHMS Aeroporto civile, Hanford (Washington)
- KHNB Aeroporto civile, Huntingburg (Indiana)
- KHNS Aeroporto civile, Haines (Alaska), ALS
- KHOB (Codice IATA = HOB) Aeroporto Lea County Airport, Hobbs (Nuovo Messico)
- KHOM Aeroporto civile, Homer (Alaska), ALS
- KHON (Codice IATA = HON) Aeroporto Huron Regional Airport, Huron (Carolina del Sud)
- KHOP Aeroporto U. S. Army Airfield, Fort Campbell/Hopkinsville (Kentucky)
- KHOT (Codice IATA = HOT) Aeroporto MEMORIAL FIELD, Hot Springs (Arizona)
- KHOU (Codice IATA = HOU) Aeroporto William P. Hobby Airport, Houston (Texas)
- KHPN (Codice IATA = HPN) Contea di Aeroporto Westchester (White Plains), Contea di Westchester (New York)
- KHPN Aeroporto civile, White Plains (New York)
- KHQM (Codice IATA = HQM) Aeroporto Bowerman Airpor, Hoquiam (Washington)
- KHRL (Codice IATA = HRL) Aeroporto Rio Grande Valley Int'l Airport, Harlingen (Texas)
- KHRO (Codice IATA = HRO) Aeroporto Boone County Airport, Harrison (Arizona)
- KHRT Aeroporto civile, Mary Esther-Eglin (Florida)
- KHRT Aeroporto Fl. Af, Hurlburt Field (Florida)
- KHSE Aeroporto Mitchell Field, Hatteras (Carolina del Nord)
- KHSI (Codice IATA = HSI) Aeroporto civile, Hastings (Nebraska)
- KHSP (Codice IATA = HSP) Aeroporto civile, Hot Springs/Ingalls (Virginia)
- KHSS Aeroporto Aviation Weather Reporting Station, Hot Springs (Carolina del Nord)
- KHST (Codice IATA = HST) Aeroporto Homestead Air Force Base, Homestead (Florida)
- KHSV (Codice IATA = HSV) Aeroporto Internazionale di Huntsville, Huntsville (Alabama)/Decatur (Alabama)
- KHTB Aeroporto civile, Charleston (Carolina del Sud)
- KHTH (Codice IATA = HTH) Aeroporto Municipal, Hawthorne (Nevada)
- KHTL Aeroporto Roscommon County Airport, Houghton Lake (Michigan)
- KHTS (Codice IATA = HTS) Aeroporto TRI-STATE, Huntington/Ashland (Virginia Occidentale)
- KHUA (Codice IATA = HUA) Aeroporto Redstone Field, Redstone Arsenal/Huntsville (Alabama)
- KHUF (Codice IATA = HUF) Aeroporto civile, Terre Haute (Indiana)
- KHUL (Codice IATA = HUL) Aeroporto Houlton International Airport, Houlton (Maine)
- KHUM (Codice IATA = HUM) Aeroporto civile, Houma-Terrebonne (Louisiana)
- KHUT (Codice IATA = HUT) Aeroporto Municipal, Hutchinson (Kansas)
- KHVN (Codice IATA = HVN) Aeroporto civile, New Haven (Connecticut)
- KHVR (Codice IATA = HVR) Aeroporto County Airport, Havre City (Montana)
- KHWD (Codice IATA = HWD) Aeroporto Air Terminal, Hayward (California)
- KHWO Aeroporto North Perry Airport, Hollywood (Florida)
- KHWV Aeroporto Brookhaven Airport, Shirley (New York)
- KHXD (Codice IATA = HHH) Aeroporto Municipal, Hilton Head Island (Carolina del Sud)
- KHYA (Codice IATA = HYA) Aeroporto BARNSTABLE COUNTY, Hyannis (Massachusetts)
- KHYR (Codice IATA = HYR) Aeroporto Municipal, Hayward (Wisconsin)
- KHYS (Codice IATA = HYS) Aeroporto Municipal, Hays (Kansas)
- KIAB (Codice IATA = IAB) Aeroporto Mc Connell Air Force Base, Wichita/Mc Connell (Kansas)
- KIAD (Codice IATA = IAD) Aeroporto Internazionale di Washington-Dulles, Washington D.C.
- KIAG (Codice IATA = IAG) Aeroporto Niagara Falls International Airport, Niagara Falls (New York)
- KIAH (Codice IATA = IAH) Aeroporto Houston Intercontinental Airport, Houston (Texas)
- KICL (Codice IATA = ICL) Aeroporto civile, Clarinda (Iowa)
- KICT Aeroporto Wichita Mid-Continent Airport, Wichita (Kansas)
- KIDA (Codice IATA = IDA) Aeroporto civile, Idaho Falls (Idaho)
- KIDI (Codice IATA = IDI) Aeroporto civile, Indiana/Stewart Field (Pennsylvania)
- KIEN Aeroporto Pine Ridge Airport, Pine Ridge (Carolina del Sud)
- KIGC Aeroporto Air Force Base, Charleston (Carolina del Sud)
- KIGM (Codice IATA = IGM) Aeroporto MOHAVE COUNTY, Kingman (Arizona)
- KIGX Aeroporto Williams Airport, Chapel Hill (Carolina del Nord)
- KIJD Aeroporto Windham Airport, Willimantic (Connecticut)
- KIKK (Codice IATA = IKK) Aeroporto Greater Kankakee Airport, Kankakee (Illinois)
- KIKR Aeroporto Kirtland Air Force Base Auxiliary Field, Kirtland (Nuovo Messico)
- KILE (Codice IATA = ILE) Aeroporto Municipal, Killeen (Texas)
- KILG (Codice IATA = ILG) Aeroporto New Castle County Airport, Wilmington (Delaware)
- KILI Aeroporto civile, Iliamna (Alaska), ALS
- KILL (Codice IATA = ILL) Aeroporto Automatic Weather Observing/Reporting System, Willmar/Rice (Minnesota)
- KILM (Codice IATA = ILM) Aeroporto New Hanover International Airport, Wilmington (Carolina del Nord)
- KILN (Codice IATA = ILN) Aeroporto Airborne Airpark Airport, Wilmington (Ohio)
- KIML (Codice IATA = IML) Aeroporto Municipal, Imperial (Nebraska)
- KIMT (Codice IATA = IMT) Aeroporto FORD, Iron Mountain (Michigan)
- KIND (Codice IATA = IND) Aeroporto Internazionale di Indianapolis, Indianapolis (Indiana)
- KINJ Aeroporto civile, Sanford Central Florida Regional Airport (Florida)
- KINK (Codice IATA = INK) Aeroporto Winkler County Airport, Winkler (Texas)
- KINL (Codice IATA = INL) Aeroporto Falls International Airport, International Falls (Minnesota)
- KINS Aeroporto A.A.F., Indian Springs Gunnery Range (Nevada)
- KINT (Codice IATA = INT) Aeroporto Smith Reynolds Airport, Winston/Salem (Carolina del Nord)
- KINW (Codice IATA = INW) Aeroporto Municipal, Winslow (Arizona)
- KINX Aeroporto Nexrad, Tulsa (Oklahoma)
- KIOW Aeroporto Municipal, Iowa City (Iowa)
- KIPL Contea di Aeroporto Imperial, Imperial (California)
- KIPL Aeroporto civile, El Centro/imperial County Airport (California)
- KIPT (Codice IATA = IPT) Aeroporto Lycoming County Airport, Williamsport (Pennsylvania)
- KIRK (Codice IATA = IRK) Aeroporto civile, Kirksville (Missouri)
- KISN (Codice IATA = ISN) Aeroporto Sloulin Field International, Williston (Dakota del Nord)
- KISO (Codice IATA = ISO) Aeroporto civile, Kinston (Carolina del Nord)
- KISP Aeroporto Long Island Mac Arthur Airport, Islip (New York)
- KISW (Codice IATA = ISW) Aeroporto Alexander Field South Wood County Airport, Wisconsin Rapids (Wisconsin)
- KITH (Codice IATA = ITH) Aeroporto TOMPKINS COUNTY, Ithaca (New York)
- KITR Aeroporto Carson County Airport, Burlington (Colorado)
- KIWA Aeroporto civile, Williams AFB/Chandl (Arizona)
- KIWD (Codice IATA = IWD) Aeroporto GOGEBIC COUNTY, Ironwood (Michigan)
- KIWI (Codice IATA = ISS) Aeroporto civile, Wiscasset
- KIWS (Codice IATA = IWS) Aeroporto civile, W. Houston/Lakeside (Texas)
- KIXD Aeroporto New Century Aircenter, Olathe (Kansas)
- KIYK (Codice IATA = IYK) Aeroporto civile, Inyokern (California)
- KIZG Aeroporto Eastern Slopes Regional Airport, Fryeburg (Maine)
- KJAC Aeroporto Automatic Weather Observing/Reporting System, Jackson Hole (Wyoming)
- KJAN (Codice IATA = JAN) Aeroporto Jackson International Airport - ALLEN C. THOMPSON FIELD, Jackson (Mississippi)
- KJAX (Codice IATA = JAX) Aeroporto Internazionale di Jacksonville, Jacksonville (FL)
- KJBR (Codice IATA = JBR) Aeroporto municipale di Jonesboro, Jonesboro (Arkansas)
- KJCT (Codice IATA = JCT) Aeroporto Kimble County Airport, Junction (Texas)
- KJDN (Codice IATA = JDN) Aeroporto civile, Jordan (Montana)
- KJEF Aeroporto Jefferson City Memorial Airport, Jefferson City (Missouri)
- KJFK (Codice IATA = JFK) Aeroporto John Fitzgerald Kennedy International Airport, New York Kennedy (New York)
- KJHW Aeroporto Automatic Weather Observing/Reporting System, Jamestown (New York)
- KJKL Aeroporto Carroll Airpor, Jackson (Kentucky)
- KJLN (Codice IATA = JLN) Aeroporto Municipal, Joplin (Missouri)
- KJMS (Codice IATA = JMS) Aeroporto Municipal, Jamestown (Dakota del Nord)
- KJNT Aeroporto civile, Hempsted Common Ifr Facility (New York)
- KJNW Aeroporto civile, Newport (Oregon)
- KJOT (Codice IATA = JOT) Aeroporto civile, Joliet Park Distric (Illinois)
- KJST (Codice IATA = JST) Aeroporto CAMBRIA, Johnstown (Pennsylvania)
- KJVL (Codice IATA = JVL) Aeroporto civile, Janesville/Rock Co. (Wisconsin)
- KJWX Aeroporto civile, Fort Ritchie/Site R (Maryland)
- KJXN (Codice IATA = JXN) Aeroporto civile, Jackson/Reynolds (Michigan)
- KJYD Aeroporto civile, Meridian (Mississippi)
- KJYO Aeroporto civile, Leesburg/Godfrey (Virginia)
- KKAL (Codice IATA = KAL) Aeroporto civile, Kaltag (Alaska), ALS
- KKLS (Codice IATA = KLS) Aeroporto Automatic Weather Observing/Reporting System, Kelso-Longveiw (Washington)
- KKVL (Codice IATA = KVL) Aeroporto civile, Kivalina (Alaska), ALS
- KL10 Aeroporto civile, San Clemente (California)
- KL13 Aeroporto Cabrillo, Point Loma (California)
- KL14 Aeroporto civile, Cabrillo Beach (California)
- KL21 Aeroporto La Jol, Scripps Pier (California)
- KL27 Aeroporto civile, Santa Catalina Island (California)
- KL32 Aeroporto Municipal, Oceanside (California)
- KL34 Aeroporto civile, Oceanside Harbor (California)
- KL39 Aeroporto civile, Ramona (California)
- KL40 Aeroporto civile, High Island A489b (Louisiana)
- KL46 Aeroporto civile, Anacapa Island (California)
- KL55 Aeroporto civile, Malibu Beach (California)
- KL58 Aeroporto civile, Mission Beach (California)
- KL79 Aeroporto Channel Island, Oxnard (California)
- KL82 Aeroporto civile, Terminal Island (California)
- KL97 Aeroporto civile, Point Vincente (California)
- KL98 Aeroporto civile, El Capitan Beach (California)
- KLAA (Codice IATA = LAA) Aeroporto civile, Lamar (Colorado)
- KLAF (Codice IATA = LAF) Aeroporto PURDUE UNIVERSITY, Lafayette (Indiana)
- KLAL (Codice IATA = LAL) Aeroporto Regional, Lakeland (Florida)
- KLAM (Codice IATA = LAM) Aeroporto civile, Los Alamos (Nuovo Messico)
- KLAN (Codice IATA = LAN) Aeroporto Internazionale di Lansing, Lansing (Michigan)
- KLAR (Codice IATA = LAR) Aeroporto regionale di Laramie, Laramie (Wyoming)
- KLAS (Codice IATA = LAS) Aeroporto Internazionale di Las Vegas (Nevada)
- KLAW (Codice IATA = LAW) Aeroporto Municipal, Lawton (Oklahoma)
- KLAX (Codice IATA = LAX) Aeroporto Internazionale di Los Angeles (California)
- KLBB (Codice IATA = LBB) Aeroporto Lubbock International Airport, Lubbock (Texas)
- KLBE (Codice IATA = LBE) Aeroporto WESTMORELAND COUNTY, Latrobe (Pennsylvania)
- KLBF (Codice IATA = LBF) Aeroporto civile, North Platte (Nebraska)
- KLBL (Codice IATA = LBL) Aeroporto GLENN L. MARTIN TERMINAL, Liberal (Kansas)
- KLBT (Codice IATA = LBT) Aeroporto Municipal, Lumberton (Carolina del Nord)
- KLBX Aeroporto Brazoria County Airport, Angleton/Lake Jackson (Texas)
- KLCH (Codice IATA = LCH) Aeroporto Lake Charles Regional Airport, Lake Charles (Louisiana)
- KLCI (Codice IATA = LCI) Aeroporto Automatic Weather Observing/Reporting System, Laconia Municipal (New Hampshire)
- KLCK (Codice IATA = LCK) Aeroporto civile, Rickenbacker Angb (Ohio)
- KLCK Aeroporto civile, Columbus Rickenbacker International Airport (Ohio)
- KLDS Aeroporto civile, Leeds (Montana)
- KLEB (Codice IATA = LEB) Aeroporto REGIONAL, Lebanon/Hanover/White River (New Hampshire)
- KLEE (Codice IATA = LEE) Aeroporto Municipal, Leesburg (Florida)
- KLEW (Codice IATA = LEW) Aeroporto civile, Auburn-Lewiston (Maine)
- KLEX (Codice IATA = LEX) Aeroporto BLUE GRASS FIELD, Lexington (Kentucky)
- KLFI (Codice IATA = LFI) Langley Air Force Base, Hampton/Langley (Virginia)
- KLFK (Codice IATA = LFK) Aeroporto Angelina County Airport, Lufkin (Texas)
- KLFT (Codice IATA = LFT) Aeroporto Lafayette Regional Airport, Lafayette/New Iberia (Louisiana)
- KLGA (Codice IATA = LGA) Aeroporto La Guardia Airport, New York La Guardia (New York)
- KLGB (Codice IATA = LGB) Aeroporto Long Beach Airport (Daugherty Field), Long Beach (California)
- KLGD (Codice IATA = LGD) Aeroporto Automatic Weather Observing/Reporting System, La Grande (Oregon)
- KLGU (Codice IATA = LGU) Aeroporto Logan-Cache Airport, Logan (Utah)
- KLHD Aeroporto Lake Hood Sea Plane Base, Anchorage (Alaska), ALS
- KLHQ Aeroporto Fairfield County Airport, Lancaster (Ohio)
- KLHU Aeroporto Automatic Weather Observing/Reporting System, Lake Havasu (Arizona)
- KLHW Aeroporto civile, Fort Stewart/Wright (Georgia)
- KLHX Aeroporto Municipal, La Junta (Colorado)
- KLIC (Codice IATA = LIC) Aeroporto Municipal, Limon (Colorado)
- KLIT (Codice IATA = LIT) Aeroporto REGIONAL/Little Rock Adams Field, Little Rock (Arkansas)
- KLIX Aeroporto Municipal, Slidell. (Louisiana)
- KLIZ Aeroporto Loring Air Force Base, Limeston/Loring (Maine)
- KLKV (Codice IATA = LKV) Aeroporto Automatic Weather Observing/Reporting System, Lakeview (Oregon)
- KLLQ Aeroporto Municipal, Monticello (Arizona)
- KLMT (Codice IATA = LMT) Aeroporto KINGSLEY FIELD, Klamath Falls (Oregon)
- KLNA (Codice IATA = LNA) Aeroporto Palm Beach County Park, West Palm Beach (Florida)
- KLND (Codice IATA = LND) Aeroporto civile, Lander (Wyoming)
- KLNK (Codice IATA = LNK) Aeroporto Lincoln Municipal Airport, Lincoln (Nebraska)
- KLNN (Codice IATA = LNN) Aeroporto civile, Willoughby (Ohio)
- KLNP (Codice IATA = LNP) Aeroporto civile, Wise/Lonesome Pine (Virginia)
- KLNR (Codice IATA = LNR) Aeroporto Tri-County Regional Airport, Lone Rock (Wisconsin)
- KLNS (Codice IATA = LNS) Aeroporto civile, Lancaster (Pennsylvania)
- KLOL (Codice IATA = LOL) Aeroporto Derby Field, Lovelock (Nevada)
- KLOR Aeroporto Lowe Army Heliport, Fort Rucker (Alabama)
- KLOT (Codice IATA = LOT) Aeroporto Nexrad, Chicago (Illinois)
- KLOU (Codice IATA = LOU) Aeroporto Bowman Field, Louisville (Kentucky)
- KLOZ (Codice IATA = LOZ) Aeroporto London-Corbin Airport-Magee Field, London (Kentucky)
- KLPC (Codice IATA = LPC) Aeroporto Automatic Weather Observing/Reporting System, Lompoc (California)
- KLRD (Codice IATA = LRD) Aeroporto Laredo International Airport, Laredo (Texas)
- KLRF Aeroporto Little Rock Air Force Base, Jacksonville/Little Rock (Arizona)
- KLRJ Aeroporto Aviation Reporting Station, Le Marine (Iowa)
- KLRU (Codice IATA = LRU) Aeroporto civile, Las Cruces (Nuovo Messico)
- KLRX Aeroporto Nexrad, Elko (Nevada)
- KLSD (Codice IATA = LSD) Aeroporto civile, Lexington/Creech (Kentucky)
- KLSE (Codice IATA = LSE) Aeroporto Municipal, La Crosse (Wisconsin)
- KLSF Aeroporto Lawson Army Air Field, Fort Benning (Georgia)
- KLSV (Codice IATA = LSV) Aeroporto Nellis Air Force Base, Las Vegas/Nellis (Nevada)
- KLTS (Codice IATA = LTS) Aeroporto Air Force Base, Altus (Oklahoma)
- KLTX Aeroporto Nexrad, Wilmington (Carolina del Nord)
- KLUF (Codice IATA = JGX) Aeroporto Luke Air Force Base, Glendale/Phoenix (Arizona)
- KLUF (Codice IATA = LUF) Aeroporto civile, Luke AFB/Phoenix (Arizona)
- KLUK (Codice IATA = CVG) Aeroporto Cincinnati Municipal Airport Lunken Field, Cincinnati (Ohio)
- KLVK (Codice IATA = LVK) Aeroporto Municipal, Livermore (California)
- KLVM (Codice IATA = LVM) Aeroporto Mission Field, Livingston (Montana)
- KLVS (Codice IATA = LVS) Aeroporto Municipal, Las Vegas (Nuovo Messico)
- KLVX Aeroporto Nexrad, Louisville (Kentucky)
- KLWB (Codice IATA = LWB) Aeroporto GREENBRIER VALLEY, Lewisburg/Greenbrier (Virginia Occidentale)
- KLWC (Codice IATA = LWC) Aeroporto Municipal, Lawrence (Kansas)
- KLWM (Codice IATA = LWM) Aeroporto Municipal, Lawrence (Massachusetts)
- KLWS (Codice IATA = LWS) Aeroporto NEZ PERCE, Lewiston (Idaho)
- KLWT (Codice IATA = LWT) Aeroporto Municipal, Lewistwon (Montana)
- KLWV (Codice IATA = LWV) Aeroporto Lawrenceville-Vincennes International Airport, Lawrenceville (Illinois)
- KLWX Aeroporto Nexrad, Baltimora (Maryland)
- KLXL Aeroporto Automatic Weather Observing/Reporting System, Little Falls (Minnesota)
- KLXV (Codice IATA = LXV) Contea di Aeroporto Lake, Leadville (Colorado)
- KLYH (Codice IATA = LYH) Aeroporto Municipal, Lynchburg (Virginia)
- KLZK Aeroporto Municipal, North Little Rock (Arizona)
- KM39 Aeroporto Ouachita Seed Orchard, Mount Ida (Arizona)
- KMAE (Codice IATA = MAE) Aeroporto Municipal, Madera (California)
- KMAF (Codice IATA = MAF) Aeroporto Midland International Airport, Midland/Odessa (Texas)
- KMAI Aeroporto Municipal, Marianna (Florida)
- KMAX Aeroporto Nexrad, Medford (Oregon)
- KMBG Aeroporto Municipal, Mobridge (Carolina del Sud)
- KMBL (Codice IATA = MBL) Aeroporto BLACKER, Manistee (Michigan)
- KMBS (Codice IATA = MBS) Aeroporto TRI-CITY, Saginaw/Midland/Bay City (Michigan)
- KMCB (Codice IATA = MCB) Aeroporto Mccomb/Pike County Airport, Mc Comb (Mississippi)
- KMCC Aeroporto Mc Clellan Air Force Base, Sacramento/Mc Clellan (California)
- KMCE (Codice IATA = MCE) Aeroporto Municipal, Merced (California)
- KMCF Aeroporto civile, (FL)
- KMCF (Codice IATA = MCF) Aeroporto Air Force Base, Macdill (Florida)
- KMCG Aeroporto civile, Mc Grath (Alaska), ALS
- KMCI (Codice IATA = MCI) Aeroporto Internazionale di Kansas City, Kansas City (Missouri)
- KMCK (Codice IATA = MCK) Aeroporto Municipal, Mc Cook (Nebraska)
- KMCN (Codice IATA = MCN) Aeroporto Middle Georgia Regional Airport LEWIS B. WILSON, Macon (Georgia)
- KMCO (Codice IATA = MCO) Aeroporto Orlando International Airport, Orlando (Florida)
- KMCW (Codice IATA = MCW) Aeroporto Municipal, Mason City (Iowa)
- KMDH (Codice IATA = MDH) Aeroporto SOUTHERN ILLINOIS, Carbondale/Murphysboro (Illinois)
- KMDT (Codice IATA = MDT) Aeroporto Harrisburg International Airport, Harrisburg (Pennsylvania)
- KMDW (Codice IATA = MDW) Aeroporto Internazionale di Chicago Midway, Chicago (Illinois)
- KMEB Aeroporto Laurinburg-Maxton Airport, Maxton (Carolina del Nord)
- KMEH Aeroporto civile, Meacham (Oregon)
- KMEI (Codice IATA = MEI) Aeroporto KEY FIELD, Meridian (Mississippi)
- KMEM (Codice IATA = MEM) Aeroporto Internazionale di Memphis, Memphis (Tennessee)
- KMER (Codice IATA = MER) Aeroporto Castle Air Force Base, Merced (California)
- KMFD (Codice IATA = MFD) Aeroporto Mansfield Lahm Municipal Airport, Mansfield (Ohio)
- KMFE (Codice IATA = MFE) Aeroporto Internazionale di McAllen-Miller, Mc Allen (Texas)
- KMFI (Codice IATA = MFI) Aeroporto Municipal, Marshfield (Wisconsin)
- KMFR Aeroporto Rogue Valley International Airport, Medford (Oregon)
- KMFV Aeroporto civile, Melfa/Accomack (Virginia)
- KMGE Aeroporto Dobbins Air Reserve Base, Marietta/Dobbins (Georgia)
- KMGJ (Codice IATA = MGJ) Aeroporto Orange County Airport, Montgomery (New York)
- KMGM (Codice IATA = MGM) Aeroporto DANNELLY FIELD, Montgomery (Alabama)
- KMGW (Codice IATA = MGW) Aeroporto Municipal, Morgantown (Virginia Occidentale)
- KMGY (Codice IATA = MGY) Aeroporto Dayton General Airport South Airport, Dayton (Ohio)
- KMHE (Codice IATA = MHE) Aeroporto civile, Mitchell (Carolina del Sud)
- KMHK (Codice IATA = MHK) Aeroporto Municipal, Manhattan (Kansas)
- KMHN (Codice IATA = MHN) Aeroporto Hooker Co., Mullen
- KMHR Aeroporto Mather Air Force Base, Sacramento/Mather (California)
- KMHS (Codice IATA = MHS) Aeroporto civile, Mount Shasta (California)
- KMHT (Codice IATA = MHT) Aeroporto civile, Manchester (New Hampshire)
- KMHV (Codice IATA = MHV) Aeroporto civile, Mojave (California)
- KMHX Aeroporto civile, Newport (Carolina del Nord)
- KMIA (Codice IATA = MIA) Aeroporto Internazionale di Miami, Miami (Florida)
- KMIB (Codice IATA = MIB) Aeroporto Minot Air Force Base, Minot (Dakota del Nord)
- KMIC (Codice IATA = MIC) Aeroporto Crystal Airport, Minneapolis (Minnesota)
- KMIE Aeroporto Delaware County-Johnson Field, Muncie (Indiana)
- KMIV (Codice IATA = MIV) Aeroporto Millville Municipal Airport, Millville (New Jersey)
- KMIW (Codice IATA = MIW) Aeroporto Municipal, Marshalltown (Iowa)
- KMJQ (Codice IATA = MJQ) Aeroporto Automatic Weather Observing/Reporting System, Jackson Municipal (Minnesota)
- KMKC (Codice IATA = MKC) Aeroporto DOWNTOWN, Kansas City (Missouri)
- KMKE (Codice IATA = MKE) Aeroporto General Mitchell International Airport, Milwaukee (Wisconsin)
- KMKG (Codice IATA = MKG) Aeroporto MUSKEGON COUNTY INTERNATIONAL, Muskegon (Michigan)
- KMKJ Aeroporto civile, Marion/Wytheville
- KMKK Aeroporto di Molokai, Kaunakakai (Hawaii)
- KMKL (Codice IATA = MKL) Aeroporto Sipes Regional Airport, Jackson Mc Kellar (Tennessee)
- KMKO (Codice IATA = MKO) Aeroporto Davis Field, Muskogee (Oklahoma)
- KMKT (Codice IATA = MKT) Aeroporto Municipal, Mankato (Minnesota)
- KMKX Aeroporto Nexrad, Milwaukee (Wisconsin)
- KMLB (Codice IATA = MLB) Aeroporto Melbourne International Airport, Melbourne (Florida)
- KMLC (Codice IATA = MLC) Aeroporto Mc Alester Regional Airport, Mc Alester (Oklahoma)
- KMLD (Codice IATA = MLD) Aeroporto civile, Malad City (Idaho)
- KMLF (Codice IATA = MLF) Aeroporto Municipal, Milford (Utah)
- KMLI (Codice IATA = MLI) Aeroporto QUAD CITY, Moline (Illinois)
- KMLP Aeroporto Vor, Mullan Pass (Idaho)
- KMLS (Codice IATA = MLS) Aeroporto civile, Miles City (Montana)
- KMLT (Codice IATA = MLT) Aeroporto Millinocket Municipal Airport, Millinocket (Maine)
- KMLU (Codice IATA = MLU) Aeroporto Monroe Regional Airport, Monroe (Louisiana)
- KMMH (Codice IATA = MMH) Aeroporto civile, Mammoth Lakes
- KMMK Aeroporto Meriden Markham Municipal Airpor, Meriden (Connecticut)
- KMML (Codice IATA = MML) Aeroporto Automatic Weather Observing/Reporting System, Marshall/Ryan (Minnesota)
- KMMO Aeroporto civile, Marseilles, Island (Illinois)
- KMMT (Codice IATA = MMT) Aeroporto Air National Guard Weather Facility Base, Mc Entire (Carolina del Sud)
- KMMU (Codice IATA = MMU) Aeroporto civile, Morristown (New Jersey)
- KMMV Aeroporto McMinnville Municipal Airport, Mc Minnville (Oregon)
- KMNI Aeroporto Regional, Manning/Cooper (Carolina del Sud)
- KMNM Aeroporto civile, Macon (Georgia)
- KMNM (Codice IATA = MNM) Aeroporto TWIN COUNTY, Menominee (Michigan)
- KMNN (Codice IATA = MNN) Aeroporto Municipal, Marion (Ohio)
- KMOB (Codice IATA = MOB) Aeroporto Mobile Bates Field, Mobile (Alabama)
- KMOD (Codice IATA = MOD) Aeroporto County Airport-Harry Sham Field, Modesto City (California)
- KMOT (Codice IATA = MOT) Aeroporto Minot International Airport, Minot (Dakota del Nord)
- KMOX Aeroporto Automatic Weather Observing/Reporting System, Morris Municipal (Minnesota)
- KMPO (Codice IATA = MPO) Aeroporto Pocono Mountains Municipal Airport, Mount Pocono (Pennsylvania)
- KMPV (Codice IATA = MPV) Aeroporto Edward F. Knapp State Airport, Barre/Montpelier (Vermont)
- KMQI Aeroporto Regional, Manteo/Contea di Dare (Carolina del Nord)
- KMQM Aeroporto civile, Monida (Montana)
- KMQT (Codice IATA = MQT) Aeroporto Marquette County Airport, Marquette (Michigan)
- KMQY (Codice IATA = MQY) Aeroporto civile, Smyrna (Tennessee)
- KMRB Aeroporto Eastern West Virginia Regional Airport, Martinsburg (Virginia Occidentale)
- KMRC Aeroporto civile, Columbia/Contea di Maury (Tennessee)
- KMRF (Codice IATA = MRF) Aeroporto Municipal, Marfa (Texas)
- KMRH Aeroporto Smith Field, Beaufort (Carolina del Nord)
- KMRI (Codice IATA = MRI) Aeroporto Merrill Field, Anchorage (Alaska), ALS
- KMRX Aeroporto Nexrad, Morristown (Tennessee)
- KMRY Aeroporto Monterey Peninsula Airport, Monterey (California)
- KMSL Aeroporto North West Alabama Regional Airport, Muscle Shoals (Alabama)
- KMSN (Codice IATA = MSN) Aeroporto Dane County Regional Airport-Truax Field, Madison (Wisconsin)
- KMSO (Codice IATA = MSO) Aeroporto INTERNATIONAL, Missoula (Montana)
- KMSP (Codice IATA = MSP) Aeroporto Internazionale di Minneapolis-Saint Paul, Minnesota
- KMSS (Codice IATA = MSS) Aeroporto Massena International Airport-Richards Field, Massena (New York)
- KMSV (Codice IATA = MSV) Aeroporto Automatic Weather Observing/Reporting System, Monticello (New York)
- KMSX Aeroporto Nexrad, Missoula (Montana)
- KMSY (Codice IATA = MSY) Aeroporto New Orleans International Airport, New Orleans (Louisiana)
- KMTC Aeroporto Selfridge Air National Guard Base, Mount Clemens/Selfridge (Michigan)
- KMTH (Codice IATA = MTH) Aeroporto civile, Marathon (Florida)
- KMTJ (Codice IATA = MTJ) Aeroporto MONTROSE COUNTY, Montrose (Colorado)
- KMTN (Codice IATA = MTN) Aeroporto civile, Baltimora/Martin (Maryland)
- KMTO (Codice IATA = MTO) Aeroporto civile, Mattoon (Illinois)
- KMTP (Codice IATA = MTP) Aeroporto civile, Montauk (New York)
- KMTV Aeroporto civile, Martinsville (Virginia)
- KMTW (Codice IATA = MTW) Aeroporto Automatic Weather Observing/Reporting System, Manitowac Municipal (Wisconsin)
- KMTX Aeroporto Nexrad, Salt Lake (Utah)
- KMUI Aeroporto civile, Fort Indiantown Gap Muir Army Air Field (Pennsylvania)
- KMUI Aeroporto civile, Muir AAF/Indiantown (Pennsylvania)
- KMUO Aeroporto Mountain Home Air Force Base, Mountain Home (Idaho)
- KMUT (Codice IATA = MUT) Aeroporto civile, Muscatine (Iowa)
- KMUX Aeroporto Nexrad, Monterey (California)
- KMVE (Codice IATA = MVE) Aeroporto Automatic Weather Observing/Reporting System, Montevideo (Minnesota)
- KMVL (Codice IATA = MVL) Aeroporto Morrisville-Stowe State Airport, Morrisville (Vermont)
- KMVN Aeroporto Automatic Weather Observing/Reporting System, Mount Vernon (Illinois)
- KMVY Aeroporto Marthas Vineyard Airport, Vineyard Haven (Massachusetts)
- KMWA (Codice IATA = MWA) Aeroporto civile, Marion (Illinois)
- KMWC (Codice IATA = MWC) Aeroporto civile, Milwaukee/Timmerman (Wisconsin)
- KMWH (Codice IATA = MWH) Aeroporto Grant County Airport, Moses Lake (Washington)
- KMWL (Codice IATA = MWL) Aeroporto Mineral Wells Airport, Mineral Wells (Texas)
- KMWN Aeroporto civile, Mount Washington (New Hampshire)
- KMWS Aeroporto civile, Mount Wilson (California)
- KMXF (Codice IATA = MXF) Aeroporto Maxwell Air Force Base, Montgomery/Maxwell (Alabama)
- KMXO Aeroporto Municipal, Monticello (Iowa)
- KMYF (Codice IATA = MYF) Aeroporto Montgomery Field, San Diego (California)
- KMYL (Codice IATA = MYL) Aeroporto civile, Mc Call (Idaho)
- KMYR (Codice IATA = MYR) Aeroporto Myrtle Beach Air Force Base, Myrtle Beach (Carolina del Sud)
- KMYV (Codice IATA = MYV) Aeroporto civile, Marysville (California)
- KN00 Aeroporto Oswego County Airport, Fulton (New York)
- KN11 Aeroporto Coast Guard Station, New Haven (Connecticut)
- KN28 Aeroporto civile, Ambrose/Ft Tilden (New York)
- KN52 Aeroporto Somerset Airport, Somerville (New Jersey)
- KN60 Aeroporto civile, Garrison (Dakota del Nord)
- KN78 Aeroporto Coast Guard Station, Barnegat (New Jersey)
- KN80 Aeroporto Municipal, Ocean City (Maryland)
- KN84 Aeroporto Coast Guard Station, Bronx/Execution (New York)
- KN88 Aeroporto Doylestown Airport, Doylestown (Pennsylvania)
- KN91 (Codice IATA = WWD) Aeroporto Coast Guard Station, Cape May (New Jersey)
- KN97 Aeroporto Clearfield-Lawrence Airport, Clearfield (Pennsylvania)
- KNAB Aeroporto civile, Albany Naval Air Station (Georgia)
- KNAE Aeroporto Bombing Range Detachment Astor, Astor (Florida)
- KNAK Aeroporto USA Naval Academy, Annapolis (Maryland)
- KNBC Aeroporto Beaufort County Airport - Marine Corps Air Station, Beaufort (Carolina del Sud)
- KNBE Aeroporto USA Naval Air Station, Dallas (Texas)
- KNBG (Codice IATA = NBG) Aeroporto Alvin Callender Naval Air Station, New Orleans (Louisiana)
- KNBJ Aeroporto Barin Field, Naval Air Facility, Barin (Alabama)
- KNBM Aeroporto civile, Mayport Naval Air Station (Florida)
- KNBQ Aeroporto Naval Station, Kings Bay (Georgia)
- KNBT Aeroporto Bt-11 Bombing Range, Piney Island (Carolina del Nord)
- KNBU Aeroporto civile, Glenview Naval Air Station (Illinois)
- KNCA (Codice IATA = OAJ) Aeroporto Albert J. Ellis Airport, Jacksonville (Carolina del Nord)
- KNCO Aeroporto civile, North Kingstown/quonset Point State Airport (Rhode Island)
- KNDZ Aeroporto Whiting Field South, Milton (Florida)
- KNEA Aeroporto civile, Brunswick Glynco Jetport (Georgia)
- KNED Aeroporto Wiley Field, Winner (Carolina del Sud)
- KNEL Aeroporto Lakehurst NAES (Maxfield Field), Lakehurst/Nas (New Jersey)
- KNEW (Codice IATA = NEW) Aeroporto Lakefront, New Orleans (Louisiana)
- KNEX (Codice IATA = CHS) Aeroporto Nise - INTERNATIONAL, Charleston (Carolina del Sud)
- KNFE Aeroporto Naval Auxiliary Landing Field, Fentress (Virginia)
- KNFF Aeroporto civile, Jacksonville Navy Air Base (FL)
- KNFG Aeroporto Camp Pendleton, Marine Corps Air Station, Oceanside (California)
- KNFJ Aeroporto Choctaw Pensacola, Naval Auxiliary Landing Field, Milton (Florida)
- KNFL Aeroporto Naval Air Station - Van Voorhis Field, Fallon (Nevada)
- KNFW Aeroporto Naval Air Station, Fort Worth (Texas)
- KNGP (Codice IATA = NGP) Aeroporto Naval Air Station, Corpus Christi (Texas)
- KNGU (Codice IATA = NGU) Aeroporto Norfolk Naval Air Station (Chambers Field), Norfolk (Virginia)
- KNGW (Codice IATA = NGW) Aeroporto Cabiness Field, Naval Auxiliary Landing Field, Corpus Christi (Texas)
- KNGZ Aeroporto Naval Air Station (Nimitz Field), Alameda (California)
- KNHK Aeroporto Patuxent River Naval Air Station, Patuxent River (Maryland)
- KNHZ Aeroporto Naval Air Station, Brunswick (Maine)
- KNID Aeroporto Naval Air Facility NAWS/Armitage Field, China Lake (California)
- KNIP (Codice IATA = NIP) Aeroporto Naval Air Station, Jacksonville (FL)
- KNIR Aeroporto civile, Beeville Chase Field Naval Air Station (Texas)
- KNIS Aeroporto Marine Corps Air Station, Cherry Point (Carolina del Nord)
- KNJK (Codice IATA = NJK) Aeroporto Naval Air Facility, El Centro (California)
- KNJM Aeroporto Bogue Field, Marine Corps Auxiliary Landing Field, Swansboro (Carolina del Nord)
- KNJP Aeroporto civile, Warminster Nadc
- KNJW Aeroporto B, Meridian Range (Mississippi)
- KNKT Aeroporto Marine Corps Air Station Cunningham Field, Cherry Point (Carolina del Nord)
- KNKX (Codice IATA = NKX) Aeroporto Miramar Naval Air Station (Mitscher Field), San Diego/Miramar (California)
- KNLC Aeroporto Lemoore Naval Air Station (Reeves Field), Lemoore (California)
- KNLT Aeroporto Atlantic Field Olf, Atlantic (Carolina del Nord)
- KNMH Aeroporto civile, Washington
- KNMM Aeroporto Meridian Naval Air Station (McCain Field), Meridian (Mississippi)
- KNMT Aeroporto Mcmullen Target Site, Mc Mullen (Texas)
- KNNZ Aeroporto civile, Point Sur (California)
- KNOG Aeroporto Naval Auxiliary Landing Field, Orange Grove (Texas)
- KNOW Aeroporto Port Angeles Coast Guard Air Station, Port Angeles (Washington)
- KNPA (Codice IATA = NPA) Aeroporto Pensacola Naval Air Station, Pensacola (Florida)
- KNQA Aeroporto civile, Millington Memphis Naval Air Station (Tennessee)
- KNQI Aeroporto Kingsville Naval Air Station, Kingsville (Texas)
- KNQX (Codice IATA = NQX) Aeroporto Key West Naval Air Station (Boca Chica Field), Key West (Florida)
- KNRA Aeroporto Outlying Landing Field, Coupeville (Washington)
- KNRB Aeroporto Mayport Naval Air Facility, Mayport (Florida)
- KNRC (Codice IATA = NRC) Aeroporto Naval Auxiliary Landing Field, Crows Landing (California)
- KNRS Aeroporto Naval Auxiliary Landing Field, Imperial Beach (California)
- KNSE Aeroporto Whiting Field Navalk Air Station-North, Milton (Florida)
- KNSI Aeroporto civile, San Nicholas Island (California)
- KNTD Aeroporto Naval Air Warfare Center, Point Mugu (California)
- KNTU Aeroporto Soucek Field Naval Air Station, Virginia Beach/Oceana (Virginia)
- KNUC Aeroporto Naval Auxiliary Landing Field, San Clemente (California)
- KNUI Aeroporto Webster Field, Naval Electronic Systems Engineering Activity, Saint Inigoes (Maryland)
- KNUQ (Codice IATA = NUQ) Aeroporto Moffett Field Naval Air Station, Mountain View (California)
- KNUW Aeroporto civile, Oak Harbor Whidbey Island Naval Air Station (Washington)
- KNUW Aeroporto Naval Air Station, Whidbey Island (Washington)
- KNVF Aeroporto civile, Virginia Beach Military Navy Base (Virginia)
- KNVT Aeroporto Waldron Olf, Corpus Christi (Texas)
- KNXP Aeroporto Marine Corps Air-Ground Combat Center, Twenty-Nine Palms (California)
- KNXX Aeroporto Willow Grove Naval Air Station, Willow Grove (Pennsylvania)
- KNYC Aeroporto Central Park, New York City (New York)
- KNYG Aeroporto Marine Corps Air Facility, Quantico (Virginia)
- KNYL Aeroporto Yuma Marine Corps Air Station, Yuma (Arizona)
- KNZC (Codice IATA = NZC) Aeroporto Naval Air Station, Cecil (Florida)
- KNZC Aeroporto civile, Jacksonville Cecil Field Naval Air Station (FL)
- KNZJ Aeroporto El Toro Marine Corps Air Station, Santa Ana/El Toro (California)
- KNZW (Codice IATA = NZW) Aeroporto civile, South Weymouth Nas (Massachusetts)
- KNZY (Codice IATA = NZY) Aeroporto North Island Naval Air Station, San Diego (California)
- KO00 Aeroporto civile, Alturas (California)
- KO18 Aeroporto Municipal, Hanford (California)
- KO45 Aeroporto Nut Tree Airport, Vacaville (California)
- KO64 Aeroporto civile, Fort Bragg (California)
- KO72 Aeroporto civile, Point Cabrillo (California)
- KO87 Aeroporto civile, Shelter Cove (California)
- KOAJ Aeroporto Automatic Weather Observing/Reporting System, Jacksonville (Carolina del Nord)
- KOAK (Codice IATA = OAK) Aeroporto Internazionale di Oakland, Oakland (California)
- KOAR Aeroporto civile, Fort Ord/monterey Fritzsche Army Air Field (California)
- KOAX Aeroporto civile, Valley (Nebraska)
- KOCF (Codice IATA = OCF) Aeroporto Automatic Weather Observing/Reporting System, Ocala Municipal (Florida)
- KOCH (Codice IATA = OCH) Aeroporto Automatic Weather Observing/Reporting System, Nacogdoches (Texas)
- KODX Aeroporto Sharp Field, Ord (Nebraska)
- KOFF (Codice IATA = OFF) Aeroporto Offutt Air Force Base, Omaha (Nebraska)
- KOFK (Codice IATA = OFK) Aeroporto civile, Norfolk Ne (Nebraska)
- KOFP Aeroporto Hanover County Municipal Airport, Ashland (Virginia)
- KOGB (Codice IATA = OGB) Aeroporto Municipal, Orangeburg (Carolina del Sud)
- KOGD (Codice IATA = OGD) Aeroporto Hinckley Airport, Ogden (Utah)
- KOGS (Codice IATA = OGS) Aeroporto Ogdensburg International Airport, Ogdensburg (New York)
- KOHX Aeroporto Nexrad, Nashville (Tennessee)
- KOJC Aeroporto Johnson County Executive Airport, Olathe (Kansas)
- KOKC (Codice IATA = OKC) Aeroporto Will Rogers World Airport, Oklahoma City (Oklahoma)
- KOKK (Codice IATA = OKK) Aeroporto Automatic Weather Observing/Reporting System, Kokomo (Indiana)
- KOKV Aeroporto Regional, Winchester (Virginia)
- KOKX Aeroporto Nexrad, New York City (New York)
- KOLD (Codice IATA = OLD) Aeroporto civile, Old Town/Dewitt Field (Maine)
- KOLE (Codice IATA = OLE) Aeroporto Municipal, Olean (New York)
- KOLF Aeroporto Clayton Airport, Wolf Point (Montana)
- KOLM (Codice IATA = OLM) Aeroporto civile, Olympia (Washington)
- KOLS (Codice IATA = OLS) Aeroporto Nogales International Airport, Nogales (Arizona)
- KOLU (Codice IATA = OLU) Aeroporto Automatic Weather Observing/Reporting System, Columbus Municipal (Nebraska)
- KOLZ Aeroporto civile, Oelwen (Iowa)
- KOMA (Codice IATA = OMA) Aeroporto Eppley Airfield, Omaha (Nebraska)
- KOMK (Codice IATA = OMK) Aeroporto civile, Omak (Washington)
- KONA Aeroporto Automatic Weather Observing/Reporting System, Winona Municipal (Minnesota)
- KONL (Codice IATA = ONL) Aeroporto Baker Field, O'neill (Nebraska)
- KONM (Codice IATA = ONM) Aeroporto Municipal, Socorro (Nuovo Messico)
- KONO (Codice IATA = ONO) Aeroporto Municipal, Ontario (Oregon)
- KONP (Codice IATA = ONP) Aeroporto Municipal, Newport (Oregon)
- KONT (Codice IATA = ONT) Aeroporto Internazionale di Ontario, Ontario (California)
- KOPF (Codice IATA = OPF) Aeroporto OPA LOCKA, Miami (Florida)
- KOQU Aeroporto civile, North Kingston/Quonset (Rhode Island)
- KORB Aeroporto civile, Orr (Minnesota)
- KORC Aeroporto civile, Orange City (Iowa)
- KORD (Codice IATA = ORD) Aeroporto Internazionale O'Hare, Chicago (Illinois)
- KORE Aeroporto Municipal, Orange (Massachusetts)
- KORF (Codice IATA = ORF) Aeroporto Internazionale di Norfolk (Virginia)
- KORH (Codice IATA = ORH) Aeroporto civile, Worcester (Massachusetts)
- KORL Aeroporto Orlando Executive Airport, Orlando (Florida)
- KOSC Aeroporto Air Force Base, Wurtsmith (Michigan)
- KOSC (Codice IATA = OSC) Aeroporto Wurtsmith Airport, Oscoda (Michigan)
- KOSH (Codice IATA = OSH) Aeroporto civile, Oshkosh (Wisconsin)
- KOSU (Codice IATA = OSU) Aeroporto Ohio State University Airport, Columbus (Ohio)
- KOTG (Codice IATA = OTG) Aeroporto civile, Worthington (Minnesota)
- KOTH (Codice IATA = OTH) Aeroporto civile, North Bend (Oregon)
- KOTM (Codice IATA = OTM) Aeroporto civile, Ottumwa (Iowa)
- KOUN (Codice IATA = OUN) Aeroporto civile, Norman/Max Westheimer A (Oklahoma)
- KOVE (Codice IATA = OVE) Aeroporto Municipal, Oroville (California)
- KOVS Aeroporto Boscobel Airport, Boscobel (Wisconsin)
- KOWA (Codice IATA = OWA) Aeroporto Automatic Weather Observing/Reporting System, Owatonna (Minnesota)
- KOWB (Codice IATA = OWB) Aeroporto civile, Owensboro (Kentucky)
- KOWD (Codice IATA = OWD) Aeroporto Norwood Memorial Airport, Norwood (Massachusetts)
- KOWY Aeroporto civile, Owyhee
- KOXC (Codice IATA = OXC) Aeroporto Automatic Weather Observing/Reporting System, Oxford (Connecticut)
- KOXR (Codice IATA = OXR) Aeroporto civile, Oxnard/Ventura (California)
- KOXV Aeroporto civile, Knoxville (Iowa)
- KOZR Aeroporto Cairns Aaf, Cairns/Ozark (Alabama)
- KP00 Aeroporto civile, Tenneco Platform (Louisiana)
- KP01 Aeroporto Municipal, Ajo (Arizona)
- KP02 Aeroporto civile, Poplar Bluff (Missouri)
- KP06 (Codice IATA = IFP) Aeroporto civile, Bullhead City/Laughlin (Arizona)
- KP07 Aeroporto civile, Sanderson (Texas)
- KP11 (Codice IATA = DVL) Aeroporto civile, Devils Lake (Dakota del Nord)
- KP21 Aeroporto civile, Main Pass B68 (Louisiana)
- KP22 Aeroporto civile, Vermilion B131 (Louisiana)
- KP24 Aeroporto civile, Roseglen (Dakota del Nord)
- KP25 Aeroporto civile, Vermilion B215 (Louisiana)
- KP26 Aeroporto civile, Grand Isle B95 (Louisiana)
- KP28 Aeroporto civile, Medicine Lodge (Kansas)
- KP30 Aeroporto civile, West Cameron (Louisiana)
- KP34 Aeroporto Window Rock Airport, Window Rock (Arizona)
- KP35 Aeroporto civile, Spickard (Missouri)
- KP38 Aeroporto civile, Caliente (Nevada)
- KP39 Aeroporto civile, Pequot Lake (Minnesota)
- KP43 Aeroporto civile, Ventura Harbor (California)
- KP44 Aeroporto civile, Santa Barbara Harbo (California)
- KP47 Aeroporto Coast Guard Station, Chetco River (Oregon)
- KP58 Aeroporto civile, Port Hope (Michigan)
- KP59 Aeroporto civile, Copper Harbor (Michigan)
- KP60 Aeroporto civile, Yellowstone Lake (Wyoming)
- KP61 Aeroporto civile, Grand Marais (Minnesota)
- KP65 Aeroporto civile, Lukeville (Arizona)
- KP67 Aeroporto Remote Automatic Meteorological Observing System, Lidgerwood (Dakota del Nord)
- KP68 Aeroporto civile, Eureka (Nevada)
- KP69 Aeroporto civile, Lowell (Idaho)
- KP70 Aeroporto civile, Clines Corner (Nuovo Messico)
- KP75 Aeroporto civile, Manistique (Michigan)
- KP88 Aeroporto Automatic Meteorological Observing System, Rome (Oregon)
- KP92 Aeroporto civile, Salt Point (Louisiana)
- KPAE (Codice IATA = PAE) Aeroporto Snohomish County Airport, Everett (Washington)
- KPAH (Codice IATA = PAH) Aeroporto civile, Paducah (Kentucky)
- KPAM (Codice IATA = PAM) Aeroporto Tyndall Air Force Base, Panama City/Tyndall (Florida)
- KPAO (Codice IATA = PAO) Aeroporto civile, Palo Alto (California)
- KPAQ (Codice IATA = PAQ) Aeroporto Municipal, Palmer (Alaska), ALS
- KPBF (Codice IATA = PBF) Aeroporto Grider Field, Pine Bluff (Arizona)
- KPBG (Codice IATA = PBG) Aeroporto Air Force Base, Plattsburgh (New York)
- KPBG Aeroporto civile, Plattsburgh Air Force Base (New York)
- KPBH Aeroporto civile, Phillips/Price Co. (Wisconsin)
- KPBI (Codice IATA = PBI) Aeroporto Internazionale di Palm Beach, West Palm Beach (Florida)
- KPBV (Codice IATA = STG) Aeroporto civile, Saint George Island (Alaska), ALS
- KPBV Aeroporto New St George, Saint George Island (Alaska), ALS
- KPBZ Aeroporto Nexrad, Pittsburgh (Pennsylvania)
- KPCU (Codice IATA = PCU) Aeroporto civile, Picayune/Pearl River (Mississippi)
- KPDK (Codice IATA = PDK) Aeroporto De Kalb-Peachtree Airport, Atlanta (Georgia)
- KPDT (Codice IATA = PDT) Aeroporto civile, Pendleton (Oregon)
- KPDX (Codice IATA = PDX) Aeroporto Internazionale di Portland (Oregon)
- KPEF Aeroporto Air Force Base, Peterson (Colorado)
- KPEO Aeroporto civile, Penn Yan (New York)
- KPFC (Codice IATA = PFC) Aeroporto civile, Pacific City State (Oregon)
- KPFN (Codice IATA = PFN) Aeroporto BAY COUNTY, Panama City (Florida)
- KPGA (Codice IATA = PGA) Aeroporto civile, Page (Arizona)
- KPGD (Codice IATA = PND) Aeroporto civile, Punta Gorda (Florida)
- KPGL Aeroporto civile, Pascagoula/Jackson (Mississippi)
- KPGV Aeroporto civile, Pitt-Greenville Arp (Carolina del Nord)
- KPHD (Codice IATA = PHD) Aeroporto Harry Clever Field, New Philadelphia (Ohio)
- KPHF (Codice IATA = PHF) Aeroporto civile, Newport News/Williamsburg (Virginia)
- KPHL (Codice IATA = PHL) Aeroporto Internazionale di Filadelfia, Filadelfia (Pennsylvania)
- KPHN Aeroporto St. Clair County International, Port Huron (Michigan)
- KPHP (Codice IATA = PHP) Aeroporto civile, Philip (Carolina del Sud)
- KPHX (Codice IATA = PHX) Aeroporto Internazionale di Phoenix (Arizona)
- KPIA (Codice IATA = PIA) Aeroporto GREATER PEORIA, Peoria (Illinois)
- KPIB Aeroporto Automatic Weather Observing/Reporting System, Pine Belt Regional (Mississippi)
- KPIE Aeroporto Internazionale di St. Pete-Clearwater, Saint Petersburg/Clearwater (Florida)
- KPIH (Codice IATA = PIH) Aeroporto civile, Pocatello (Idaho)
- KPIR (Codice IATA = PIR) Aeroporto civile, Pierre (Carolina del Sud)
- KPIT (Codice IATA = PIT) Aeroporto Internazionale di Pittsburgh (Pennsylvania)
- KPJB (Codice IATA = PJB) Aeroporto civile, Payson (Arizona)
- KPJI Aeroporto Coast Guard Station, Point Judith (Rhode Island)
- KPKB (Codice IATA = PKB) Aeroporto civile, Parkersburg (Virginia Occidentale)
- KPKD (Codice IATA = PKD) Aeroporto Municipal, Park Rapids (Minnesota)
- KPKF (Codice IATA = PKF) Aeroporto civile, Park Falls (Wisconsin)
- KPLB (Codice IATA = PLB) Aeroporto Municipal, Plattsburgh (New York)
- KPLN (Codice IATA = PLN) Aeroporto civile, Pellston (Michigan)
- KPMB (Codice IATA = PMB) Aeroporto Pembina Municipal Airport, Pembina Intermedat (Dakota del Nord)
- KPMD (Codice IATA = PMD) Aeroporto AFB, Palmdale (California)
- KPMP Aeroporto Pompano Beach Airpark, Pompano Beach (Florida)
- KPNA (Codice FAA = PNA) Aeroporto Civile Pinedale (Wyoming)
- KPNC (Codice IATA = PNC) Aeroporto Ponca City Municipal Airport, Ponca City (Oklahoma)
- KPNE (Codice IATA = PNE) Aeroporto Northeast Philadelphia Airport, Filadelfia
- KPNM Aeroporto Princeton Municipal Airport, Princeton (Minnesota)
- KPNS (Codice IATA = PNS) Aeroporto Pensacola Regional Airport, Pensacola (Florida)
- KPOB (Codice IATA = POB) Aeroporto Air Force Base, Pope (Carolina del Nord)
- KPOB Aeroporto civile, Fayetteville Pope Air Force Base (Arizona)
- KPOC (Codice IATA = POC) Aeroporto civile, La Verne/Brackett (California)
- KPOE (Codice IATA = POE) Aeroporto Fort Polk Army Air Field, Fort Polk (Louisiana)
- KPOF (Codice IATA = POF) Aeroporto Municipal, Poplar Bluff (Missouri)
- KPOU (Codice IATA = POU) Aeroporto civile, Poughkeepsie (New York)
- KPPF (Codice IATA = PPF) Aeroporto Tri-City Airport, Parsons (Kansas)
- KPQI (Codice IATA = PQI) Aeroporto civile, Presque Isle (Maine)
- KPQL Aeroporto Lott International Airport, Pascagoula (Mississippi)
- KPQN Aeroporto Automatic Weather Observing/Reporting System, Pipestone (Minnesota)
- KPRB (Codice IATA = PRB) Aeroporto Municipal, Paso Robles (California)
- KPRC (Codice IATA = PRC) Aeroporto Ernest A. Love Field, Prescott (Arizona)
- KPRX (Codice IATA = PRX) Aeroporto civile, Paris/Cox Field T (Texas)
- KPSC (Codice IATA = PSC) Aeroporto civile, Pasco (Washington)
- KPSF (Codice IATA = PSF) Aeroporto Municipal, Pittsfield (Massachusetts)
- KPSK Aeroporto New River Valley, Dublin (Virginia)
- KPSM Aeroporto civile, Pease AFB/Portsmout (New Hampshire)
- KPSP (Codice IATA = PSP) Aeroporto Internazionale di Palm Springs, Palm Springs (California)
- KPSX (Codice IATA = PSX) Aeroporto Palacios Municipal Airport, Palacios (Texas)
- KPTB (Codice IATA = PTB) Aeroporto Automatic Weather Observing/Reporting System, Petersburg (Virginia)
- KPTK (Codice IATA = PTK) Aeroporto Oakland-Pontiac Airport, Pontiac (Michigan)
- KPTN (Codice IATA = PTN) Aeroporto civile, Patterson Memorial (Louisiana)
- KPTT (Codice IATA = PTT) Aeroporto Municipal, Pratt (Kansas)
- KPTV (Codice IATA = PTV) Aeroporto Automatic Weather Observing/Reporting System, Porterville (California)
- KPTW (Codice IATA = PTW) Aeroporto Pottstown Limerick Airport, Pottstown (Pennsylvania)
- KPUB (Codice IATA = PUB) Aeroporto Pueblo Memorial Airport, Pueblo (Colorado)
- KPUC (Codice IATA = PUC) Aeroporto Carbon County Airport, Price (Utah)
- KPUW (Codice IATA = PUW) Aeroporto civile, Pullman (Washington)
- KPUX Aeroporto Nexrad, Pueblo (Colorado)
- KPVC (Codice IATA = PVC) Aeroporto civile, Provincetown (Massachusetts)
- KPVD (Codice IATA = PVD) Aeroporto Theodore Francis Green State Airport, Providence (Rhode Island)
- KPVU (Codice IATA = PVU) Aeroporto Automatic Weather Observing/Reporting System, Provo Municipal (Utah)
- KPWA (Codice IATA = PWA) Aeroporto Wiley Post Airport, Oklahoma City (Oklahoma)
- KPWG Aeroporto Automatic Weather Observing/Reporting System, Mc Gregor (Texas)
- KPWK (Codice IATA = PWK) Aeroporto Pal-Waukee Airport, Chicago/Wheeling (Illinois)
- KPWM (Codice IATA = PWM) Aeroporto Portland International Jetport, Portland (Maine)
- KPWT (Codice IATA = PWT) Aeroporto Municipal, Bremerton (Washington)
- KPYM (Codice IATA = PYM) Aeroporto Municipal, Plymouth (Massachusetts)
- KPZQ Aeroporto civile, Presque Isle/Rogers (Michigan)
- KQ63 Aeroporto civile, Pyramid Lake
- KQ67 Aeroporto Coast Guard Station, Tahoe City (California)
- KQCC Aeroporto civile, Clines Corner (Nuovo Messico)
- KQNC Aeroporto civile, Souda Bay Crete, Grecia
- KQNN Aeroporto NEMOD, Napoli, Italia
- KQNS Aeroporto NEMOD, Catania-Sigonella, Italiana
- KQNT Aeroporto civile, Keflavik Nlmod, Islanda
- KQSM Aeroporto Usaf, Misawa, Giappone
- KRAC (Codice IATA = RAC) Aeroporto Batten International Airport, Racine (Wisconsin)
- KRAD Aeroporto Automatic Weather Observing/Reporting System, Warroad (Minnesota)
- KRAL (Codice IATA = RAL) Aeroporto Riverside Municipal Airport, Riverside (California)
- KRAP (Codice IATA = RAP) Aeroporto Municipal, Rapid City (Carolina del Sud)
- KRAX Aeroporto Nexrad, Raleigh (Carolina del Nord)
- KRBD (Codice IATA = RBD) Aeroporto Redbird Airport, Dallas (Texas)
- KRBG (Codice IATA = RBG) Aeroporto Roseburg Regional Airport, Roseburg (Oregon)
- KRBL (Codice IATA = RBL) Aeroporto Municipal, Red Bluff (California)
- KRBM Aeroporto civile, Camp Robinson (little Rock) (Arizona)
- KRCA (Codice IATA = RCA) Aeroporto Ellsworth Air Force Base, Rapid City/Ellsworth (Carolina del Sud)
- KRDD (Codice IATA = RDD) Aeroporto civile, Redding (California)
- KRDG (Codice IATA = RDG) Aeroporto civile, Reading (Pennsylvania)
- KRDK Aeroporto civile, Red Oak (Iowa)
- KRDM (Codice IATA = RDM) Aeroporto civile, Redmond/Bend
- KRDR Aeroporto Grand Forks Air Force Base, Red River/Grand Forks (Dakota del Nord)
- KRDU (Codice IATA = RDU) Aeroporto Durham International Airport, Raleigh/Durham (Carolina del Nord)
- KRED Aeroporto civile, Red Lodge
- KREE (Codice IATA = REE) Aeroporto Reese Air Force Base, Lubbock/Reese (Texas)
- KREO (Codice IATA = REO) Aeroporto civile, Rome (Oregon)
- KRFD (Codice IATA = RFD) Aeroporto GREATER ROCKFORD, Rockford (Illinois)
- KRGX Aeroporto Nexrad, Reno (Nevada)
- KRHI (Codice IATA = RHI) Aeroporto civile, Rhinelander (Wisconsin)
- KRHV (Codice IATA = RHV) Aeroporto International, San Jose
- KRIC (Codice IATA = RIC) Aeroporto Internazionale di Richmond, Richmond (Virginia)
- KRIE (Codice IATA = RIE) Aeroporto Municipal, Rice Lake (Wisconsin)
- KRIL (Codice IATA = RIL) Aeroporto Garfield County Regional Airport, Rifle (Colorado)
- KRIV (Codice IATA = RIV) Aeroporto March Air Force Base, Riverside/March (California)
- KRIW (Codice IATA = RIW) Aeroporto civile, Riverton (Wyoming)
- KRJO Aeroporto Automatic Weather Observing/Reporting System, San Marcos (Texas)
- KRKD Aeroporto Automatic Weather Observing/Reporting System, Rockland/Knox (Maine)
- KRKP (Codice IATA = RKP) Aeroporto Aransas County Airport, Rockport (Texas)
- KRKS (Codice IATA = RKS) Aeroporto civile, Rock Springs (Wyoming)
- KRLX Aeroporto civile, Charleston (Virginia Occidentale)
- KRLX Aeroporto civile, Charleston (Virginia Occidentale)
- KRME Aeroporto Griffiss Air Force Base, Rome/Griffiss (New York)
- KRMG (Codice IATA = RMG) Aeroporto R. B. Russell Airport, Rome (Georgia)
- KRND (Codice IATA = RND) Aeroporto Randolph Air Force Base, Universal City/San Antonio/Randolph (Texas)
- KRNO (Codice IATA = RNO) Aeroporto Internazionale di Reno-Tahoe, Nevada
- KRNT (Codice IATA = RNT) Aeroporto Municipal, Renton (Washington)
- KROA (Codice IATA = ROA) Aeroporto civile, Roanoke (Virginia)
- KROC (Codice IATA = ROC) Aeroporto MONROE COUNTY - Greater Rochester International Airport, Rochester (New York)
- KROG (Codice IATA = ROG) Aeroporto Automatic Weather Observing/Reporting System, Rogers (Arizona)
- KROW (Codice IATA = ROW) Aeroporto Roswell Industrial Air Center Airport, Roswell (Nuovo Messico)
- KROX Aeroporto Automatic Weather Observing/Reporting System, Roseau Municipal (Minnesota)
- KRPE Aeroporto civile, Sabine Pass (Texas)
- KRRF Aeroporto Tampa Bay Executive Airport, New Port Richey (Florida)
- KRSL (Codice IATA = RSL) Aeroporto Municipal, Russell (Kansas)
- KRST (Codice IATA = RST) Aeroporto Municipal, Rochester (Minnesota)
- KRSW (Codice IATA = RSW) Aeroporto Internazionale di Southwest Florida, Fort Myers (Florida)
- KRTN (Codice IATA = RTN) Aeroporto Raton Municipal \\ Crews Field Airport, Raton (Nuovo Messico)
- KRTX Aeroporto Nexrad, Portland (Oregon)
- KRUE Aeroporto Municipal, Russellville (Arizona)
- KRUI Aeroporto civile, Rancho Murieta Airport (California)
- KRUM Aeroporto civile, Rumford (Maine)
- KRUT (Codice IATA = RUT) Aeroporto civile, Rutland (Vermont)
- KRVL Aeroporto civile, Reedsville/Mifflin (Pennsylvania)
- KRVS (Codice IATA = RVS) Aeroporto Jones Jr Airport, Tulsa (Oklahoma)
- KRWF (Codice IATA = RWF) Aeroporto Redwood Falls Municipal Airport, Redwood Falls (Minnesota)
- KRWI (Codice IATA = RWI) Aeroporto civile, Rocky Mount (Carolina del Nord)
- KRWL (Codice IATA = RWL) Aeroporto Municipal, Rawlins (Wyoming)
- KRYV Aeroporto civile, Watertown (Wisconsin)
- KRZZ (Codice IATA = RZZ) Aeroporto Halifax County Airport, Roanoke Rapids (Carolina del Nord)
- KS02 Aeroporto civile, Ship Shoal B224a (Louisiana)
- KS06 Aeroporto Aviation Weather Reporting Station, Mullan (Idaho)
- KS11 Aeroporto civile, Alturas (California)
- KS21 Aeroporto civile, Sunriver (Oregon)
- KS22 Aeroporto Municipal, Hermiston
- KS29 Aeroporto civile, Salida (Colorado)
- KS38 Aeroporto civile, Burrows Island (Washington)
- KS53 Aeroporto civile, Destruction Island (Washington)
- KS58 Aeroporto civile, South Timbalier (Louisiana)
- KS65 Aeroporto civile, Ship Shoal 198g (Louisiana)
- KS80 Aeroporto civile, Grangeville (Idaho)
- KS88 Aeroporto Automatic Weather Observing/Reporting System, Arlington (Washington)
- KSAC (Codice IATA = SAC) Aeroporto Sacramento Executive Airport, Sacramento (California)
- KSAD (Codice IATA = SAD) Aeroporto Municipal, Safford (Arizona)
- KSAF Aeroporto Santa Fe County Municipal Airport, Santa Fe (Nuovo Messico)
- KSAN Aeroporto Internazionale di San Diego-Lindbergh Field, San Diego (California)
- KSAT (Codice IATA = SAT) Aeroporto Internazionale di San Antonio, Texas
- KSAV (Codice IATA = SAV) Aeroporto Savannah International Airport, Savannah (Georgia)
- KSAW (Codice IATA = SAW) Aeroporto K. I. Sawyer Air Force Base, Gwinn/Marquette (Michigan)
- KSBA (Codice IATA = SBA) Aeroporto Municipal, Santa Barbara (California)
- KSBD (Codice IATA = SBD) Aeroporto civile, Norton AFB/San Bern (California)
- KSBM (Codice IATA = SBM) Aeroporto Sheboygan County Memorial Airport, Sheboygan (Wisconsin)
- KSBN (Codice IATA = SBN) Aeroporto civile, South Bend (Indiana)
- KSBP (Codice IATA = SBP) Aeroporto COUNTY, San Luis Obispo
- KSBS (Codice IATA = SBS) Aeroporto civile, Stemboat Springs (Colorado)
- KSBY (Codice IATA = SBY) Aeroporto Wicomico County Regional Airport, Salisbury (Maryland)
- KSCC Aeroporto civile, Deadhorse (Alaska), ALS
- KSCH Aeroporto civile, Schenectady (New York)
- KSCI Aeroporto civile, San Clemente Navy Base (California)
- KSCK (Codice IATA = SCK) Aeroporto Stockton Metropolitan Airport, Stockton (California)
- KSDA Aeroporto Municipal, Shenandoah (Iowa)
- KSDB Aeroporto civile, Sandberg (California)
- KSDF (Codice IATA = SDF) Aeroporto Internazionale di Louisville (Kentucky)
- KSDL Aeroporto civile, Scottsdale (Arizona)
- KSDM (Codice IATA = SDM) Aeroporto Brown Field Municipal Airport, San Diego (California)
- KSDY (Codice IATA = SDY) Aeroporto civile, Sidney (Montana)
- KSEA (Codice IATA = SEA) Aeroporto Internazionale di Seattle-Tacoma (Washington)
- KSEE (Codice IATA = SEE) Aeroporto civile, San Diego/Gillespie (California)
- KSEG (Codice IATA = SEG) Aeroporto Penn Valley Airport, Selinsgrove (Pennsylvania)
- KSEM (Codice IATA = SEM) Aeroporto Craig Field Air Force Base, Selma/Craig Field (Alabama)
- KSEP (Codice IATA = SEP) Aeroporto Municipal, Stephenville/Clark Field (Texas)
- KSES (Codice IATA = SES) Aeroporto Selfield, Selma (Alabama)
- KSEZ Aeroporto civile, Sedona (Arizona)
- KSFB (Codice IATA = SFB) Aeroporto civile, Sanford/Orlando (Florida)
- KSFF (Codice IATA = SFF) Aeroporto Felts Field, Spokane (Washington)
- KSFM (Codice IATA = SFM) Aeroporto Automatic Weather Observing/Reporting System, Sanford Municipal (Maine)
- KSFO (Codice IATA = SFO) Aeroporto Internazionale di San Francisco (California)
- KSFS Aeroporto civile, San Francisco Coast Guard Air Base (California)
- KSFZ Aeroporto Automatic Weather Observing/Reporting System, Pawtucket (Rhode Island)
- KSFZ Aeroporto civile, Pawtucket/smithfield North Central State Airport (Rhode Island)
- KSGF (Codice IATA = SGF) Aeroporto civile, Springfield Mo (Missouri)
- KSGH Aeroporto Municipal, Springfield (Ohio)
- KSGJ Aeroporto civile, St. Augustine (Florida)
- KSGT (Codice IATA = SGT) Aeroporto Automatic Weather Observing/Reporting System, Stuttgart (Arizona)
- KSGU Aeroporto Automatic Weather Observing/Reporting System, Saint George (Utah)
- KSHD (Codice IATA = SHD) Aeroporto civile, Staunton (Virginia)
- KSHL Aeroporto civile, Sheldon (Iowa)
- KSHN (Codice IATA = SHN) Aeroporto Sanderson Field, Shelton (Washington)
- KSHP Aeroporto Air Force Base, Sheppard (Texas)
- KSHR (Codice IATA = SHR) Aeroporto civile, Sheridan (Wyoming)
- KSHV (Codice IATA = SHV) Aeroporto Shreveport Regional Airport, Shreveport (Louisiana)
- KSIL Radar Site, Slidell (Louisiana)
- KSIY (Codice IATA = SIY) Aeroporto Siskiyou, Montague (California)
- KSJC (Codice IATA = SJC) Aeroporto Internazionale di San Jose (California)
- KSJN (Codice IATA = SJN) Aeroporto St Johns Industrial Airpark, Saint Johns (Arizona)
- KSJT Aeroporto Mathis Field, San Angelo (Texas)
- KSJU Aeroporto Marin International, San Juan, Porto Rico
- KSKA (Codice IATA = SKA) Aeroporto Fairchild Air Force Base, Spokane/Fairchild (Washington)
- KSKC Aeroporto civile, Waukesha (Wisconsin)
- KSKF (Codice IATA = SKF) Aeroporto Kelly Air Force Base, San Antonio/Kelly (Texas)
- KSKX Aeroporto Automatic Weather Observing/Reporting System, Taos Municipal (Nuovo Messico)
- KSKY (Codice IATA = SKY) Aeroporto Sandusky Airport, Sandusky Griffing (Ohio)
- KSLB (Codice IATA = SLB) Aeroporto civile, Storm Lake (Iowa)
- KSLC (Codice IATA = SLC) Aeroporto Internazionale di Salt Lake City (Utah)
- KSLE (Codice IATA = SLE) Aeroporto Mcnary Field, Salem (Oregon)
- KSLG (Codice IATA = SLG) Aeroporto Automatic Weather Observing/Reporting System, Siloam Spring (Arizona)
- KSLI Aeroporto U. S. Army Airfield, Los Alamitos (California)
- KSLK (Codice IATA = SLK) Aeroporto civile, Saranac Lake (New York)
- KSLN (Codice IATA = SLN) Aeroporto civile, Salina (Kansas)
- KSLO (Codice IATA = SLO) Aeroporto civile, Salem-Leckrone (Illinois)
- KSLW Aeroporto civile, Smithville/Wooster (Ohio)
- KSME (Codice IATA = SME) Aeroporto Automatic Weather Observing/Reporting System, Somerset (Kentucky)
- KSMF (Codice IATA = SMF) Aeroporto Internazionale di Sacramento (California)
- KSMN (Codice IATA = SMN) Aeroporto Automatic Weather Observing/Reporting System, Salmon/Lemhi (Idaho)
- KSMO Aeroporto Municipal, Santa Monica (California)
- KSMP Aeroporto civile, Stampede Pass (Washington)
- KSMX (Codice IATA = SMX) Aeroporto civile, Santa Maria (California)
- KSNA (Codice IATA = SNA) Aeroporto John Wayne, Santa Ana/Orange County/Anaheim
- KSNP (Codice IATA = SNP) Aeroporto civile, Saint Paul Island (Alaska), ALS
- KSNS (Codice IATA = SNS) Aeroporto Municipal, Salinas (California)
- KSNY (Codice IATA = SNY) Aeroporto Municipal, Sidney (Nebraska)
- KSOP (Codice IATA = SOP) Aeroporto civile, Southern Pines (Carolina del Nord)
- KSOV (Codice IATA = SOV) Aeroporto civile, Seldovia (Alaska), ALS
- KSOW Aeroporto Municipal, Show Low (Arizona)
- KSPA Aeroporto Memorial, Spartanburg (Carolina del Sud)
- KSPF (Codice IATA = SPF) Aeroporto civile, Spearfish/Clyde Ice (Carolina del Sud)
- KSPG Aeroporto Albert Whitted Airport, Saint Petersburg (Florida)
- KSPI (Codice IATA = SPI) Aeroporto civile, Springfield Il (Illinois)
- KSPS Aeroporto Sheppard Air Force Base, Wichita Falls (Texas)
- KSPW Aeroporto Municipal, Spencer (Iowa)
- KSQI (Codice IATA = SQI) Aeroporto civile, Sterling (Illinois)
- KSQL (Codice IATA = SQL) Aeroporto civile, San Carlos (Contea di San Mateo)
- KSRF Aeroporto U. S. Army Airfield, Hamilton (California)
- KSRQ (Codice IATA = SRQ) Aeroporto civile, Sarasota/Bradenton (Florida)
- KSRR (Codice IATA = RUI) Aeroporto civile, Ruidoso (Nuovo Messico)
- KSSC (Codice IATA = SUM) Aeroporto Shaw Air Force Base, Sumter (Carolina del Sud)
- KSSC Aeroporto Air Force Base, Shaw (Carolina del Sud)
- KSSF (Codice IATA = SSF) Aeroporto Stinson Municipal Airport, San Antonio (Texas)
- KSSI (Codice IATA = SSI) Aeroporto Mc Kinnon Airport, Brunswick (Georgia)
- KSSM Aeroporto civile, Sault Sainte Marie Municipal Airport (Michigan)
- KSSN Aeroporto civile, Seneca Aff
- KSSU Aeroporto civile, White Sulphur Spring (Virginia Occidentale)
- KSTC Aeroporto Municipal, Saint Cloud (Minnesota)
- KSTJ (Codice IATA = STJ) Aeroporto Rosecrans Memorial Airport, Saint Joseph
- KSTL Aeroporto Internazionale Lambert-St. Louis, Saint Louis (Missouri)
- KSTP Aeroporto St Paul Downtown Holman Field, Saint Paul (Minnesota)
- KSTS (Codice IATA = STS) Aeroporto civile, Santa Rosa (California)
- KSTT Aeroporto King Airport, Charlotte Amalie (VI)
- KSTX Aeroporto Hamilton Airport, Christiansted (VI)
- KSUE (Codice IATA = SUE) Aeroporto civile, Sturgeon Bay (Wisconsin)
- KSUN Aeroporto civile, Hailey/Friedman Memorial (Idaho)
- KSUS (Codice IATA = SUS) Aeroporto Spirit Of St Louis, Saint Louis (Missouri)
- KSUU Aeroporto Travis Air Force Base, Fairfield (California)
- KSUX (Codice IATA = SUX) Aeroporto Sioux City Gateway Airport, Sioux City (Iowa)
- KSVC (Codice IATA = SVC) Aeroporto civile, Silver City (Nuovo Messico)
- KSVE (Codice IATA = SVE) Aeroporto Municipal, Susanville
- KSVN (Codice IATA = SVN) Aeroporto Hunter Army Air Field, Savannah/Hunter (Georgia)
- KSWA Aeroporto civile, Swan Island
- KSWD Aeroporto civile, Seward (Alaska), ALS
- KSWF (Codice IATA = SWF) Aeroporto di New York-Stewart, Newburgh (New York)
- KSWO (Codice IATA = SWO) Aeroporto Stillwater Municipal Airport, Stillwater (Oklahoma)
- KSXT Aeroporto civile, Sexton Summit (Oregon)
- KSYM Aeroporto civile, Smyrna Airport (Tennessee)
- KSYR (Codice IATA = SYR) Aeroporto Internazionale di Syracuse Hancock, Syracuse
- KSZL Aeroporto civile, Knob Noster Whiteman Air Force Base (Missouri)
- KSZL Aeroporto Air Force Base, Whiteman (Missouri)
- KSZN (Codice IATA = SZN) Aeroporto civile, Santa Cruz Island (California)
- KT02 Aeroporto Clover Field, Houston (Texas)
- KT31 Aeroporto Port Isabel-Cameron County Airport, Port Isabel (Texas)
- KT46 Aeroporto civile, South Brazos A70 (Texas)
- KT62 Aeroporto civile, Tooele (Utah)
- KTAD (Codice IATA = TAD) Aeroporto Animas Co., Trinidad (Colorado)
- KTAL (Codice IATA = TAL) Aeroporto civile, Tanana (Alaska), ALS
- KTAN Aeroporto Municipal, Taunton (Massachusetts)
- KTBN (Codice IATA = TBN) Aeroporto Forney Army Air Field, Fort Leonard Wood (Missouri)
- KTBW Aeroporto civile, Tampa Bay Area (Florida)
- KTCC (Codice IATA = TCC) Aeroporto Municipal, Tucumcari (Nuovo Messico)
- KTCL (Codice IATA = TCL) Aeroporto civile, Tuscaloosa (Alabama)
- KTCM Aeroporto Mc Chord Air Force Base, Tacoma (Washington)
- KTCM Aeroporto civile, Tacuarembo (Washington)
- KTCS (Codice IATA = TCS) Aeroporto Truth Or Consequences Municipal Airpor, Truth Or Consequences (Nuovo Messico)
- KTDO Aeroporto Memorial, Toledo-Winlock (Washington)
- KTDZ Aeroporto Metcalf Field, Toledo (Ohio)
- KTEB (Codice IATA = TEB) Aeroporto di Teterboro (New Jersey)
- KTEW Aeroporto Mason Jewett Field, Mason
- KTEX (Codice IATA = TEX) Aeroporto civile, Telluride (Colorado)
- KTFX Aeroporto Nexrad, Great Falls (Montana)
- KTHV Aeroporto civile, York (Pennsylvania)
- KTIK Aeroporto civile, Oklahoma City Tinker Air Force Base (Oklahoma)
- KTIK (Codice IATA = TIK) Aeroporto Air Force Base, Tinker (Oklahoma)
- KTIW Aeroporto Tacoma Narrows Airport, Tacoma (Washington)
- KTIX (Codice IATA = TIX) Aeroporto civile, Titusville (Florida)
- KTKA Aeroporto civile, Talkeetna (Alaska), ALS
- KTKI Aeroporto Municipal, Mc Kinney (Texas)
- KTLH Aeroporto civile, (FL)
- KTLH Aeroporto Nexrad, Ok City (Oklahoma)
- KTLH (Codice IATA = TLH) Aeroporto Tallahassee Regional Airport, Tallahassee (Florida)
- KTMB (Codice IATA = TMB) Aeroporto Tamiami Executive Airport, Miami Kendall (Florida)
- KTNT (Codice IATA = TNT) Aeroporto Dade-Collier Training and Transition, Miami Dade/Collier (Florida)
- KTNU (Codice IATA = TNU) Aeroporto Municipal, Newton (Iowa)
- KTNX Aeroporto civile, Tonopah Test Range (Nevada)
- KTOA (Codice IATA = TOA) Aeroporto Municipal, Torrance (California)
- KTOI (Codice IATA = TOI) Aeroporto Municipal, Troy (Alabama)
- KTOL (Codice IATA = TOL) Aeroporto EXPRESS, Toledo (Ohio)
- KTOP (Codice IATA = TOP) Aeroporto civile, Topeka (Kansas)
- KTOR (Codice IATA = TOR) Aeroporto Municipal, Torrington (Wyoming)
- KTPA (Codice IATA = TPA) Aeroporto Internazionale di Tampa (Florida)
- KTPH (Codice IATA = TPH) Aeroporto civile, Tonopah
- KTPL (Codice IATA = TPL) Aeroporto Automatic Weather Observing/Reporting System, Temple/Miller
- KTQE Aeroporto Municipal, Tekamah (Nebraska)
- KTRI (Codice IATA = TRI) Aeroporto Tri-City Regional Airport, Bristol/Johnson City/Kingsport (Tennessee)
- KTRK Aeroporto civile, Truckee-Tahoe (California)
- KTRL Aeroporto Municipal, Terrell (Texas)
- KTRM (Codice IATA = TRM) Aeroporto Thermal, Palm Springs (California)
- KTTD (Codice IATA = TTD) Aeroporto Portland-Troutdale Airport, Portland (Oregon)
- KTTN (Codice IATA = TTN) Aeroporto civile, Trenton (New Jersey)
- KTTS Aeroporto civile, Nasa Shuttle Fclty (Florida)
- KTUL (Codice IATA = TUL) Aeroporto Internazionale di Tulsa (Oklahoma)
- KTUP (Codice IATA = TUP) Aeroporto civile, Tupelo (Mississippi)
- KTUS (Codice IATA = TUS) Aeroporto Internazionale di Tucson (Arizona)
- KTVC (Codice IATA = TVC) Aeroporto civile, Traverse City (Michigan)
- KTVF (Codice IATA = TVF) Aeroporto civile, Thief River Falls (Minnesota)
- KTVL (Codice IATA = TVL) Aeroporto Lake Tahoe Airpor, South Lake Tahoe (California)
- KTVR Aeroporto Vicksburg/Tallulah Regional Airport, Vicksburg (Louisiana)
- KTWF (Codice IATA = TWF) Aeroporto civile, Twin Falls (Idaho)
- KTWM Aeroporto civile, Two Harbors (Minnesota)
- KTWX Aeroporto Nexrad, Topeka (Kansas)
- KTXK (Codice IATA = TXK) Aeroporto civile, Texarkana (Arizona)
- KTYR (Codice IATA = TYR) Aeroporto Pounds Field, Tyler (Texas)
- KTYS (Codice IATA = TYS) Aeroporto McGhee Tyson Airport, Knoxville
- KU11 Aeroporto Rexburg-Madison County Airport, Rexburg (Idaho)
- KU15 (Codice IATA = CHL) Aeroporto civile, Challis (Idaho)
- KU16 Aeroporto civile, Eagle Range (Utah)
- KU17 (Codice IATA = BFG) Aeroporto civile, Bullfrog Marina (Utah)
- KU24 Aeroporto civile, Delta (Utah)
- KU28 Aeroporto civile, Green River Range (Utah)
- KU31 Aeroporto civile, Austin (Nevada)
- KU67 Aeroporto civile, Roosevelt (Utah)
- KU71 Aeroporto civile, Vernal (Utah)
- KU73 Aeroporto Jerome County Airport, Jerome (Idaho)
- KU78 Aeroporto civile, Soda Springs/Tigert (Idaho)
- KUAO (Codice IATA = AUZ) Aeroporto Aurora State Airport, Aurora (Oregon)
- KUCA (Codice IATA = UCA) Aeroporto civile, Utica (New York)
- KUEX Aeroporto Nexrad, Grand Island (Nebraska)
- KUGN (Codice IATA = UGN) Aeroporto Waukegan Regional Airport, Chicago/Waukegan (Illinois)
- KUIL (Codice IATA = UIL) Aeroporto Quillayute State Airport, Quillayute (Washington)
- KUIN (Codice IATA = UIN) Aeroporto civile, Quincy (Illinois)
- KUKI (Codice IATA = UKI) Aeroporto Automatic Weather Observing/Reporting System, Ukiah Municipal (California)
- KULM (Codice IATA = ULM) Aeroporto Automatic Weather Observing/Reporting System, New Ulm Municipal (Minnesota)
- KUNO Aeroporto Municipal, West Plains
- KUNV (Codice IATA = SCE) Aeroporto civile, State College (Pennsylvania)
- KUTS Aeroporto Municipal, Huntsville (Texas)
- KUTX Aeroporto civile, William P. Gwinn
- KUUU Aeroporto Newport State Airport, Newport (Rhode Island)
- KVAD (Codice IATA = VAD) Aeroporto Air Force Base, Moody (Georgia)
- KVAY (Codice IATA = LLY) Aeroporto civile, Mount Holly (New Jersey)
- KVBG (Codice IATA = VBG) Aeroporto Vandenberg Air Force Base, Lompoc/Vandenberg (California)
- KVBT Aeroporto Automatic Weather Observing/Reporting System, Bentonville (Arizona)
- KVCT (Codice IATA = VCT) Aeroporto civile, Victoria (Texas)
- KVCV (Codice IATA = VCV)Aeroporto Logistico della California Meridionale, Victorville (California)
- KVEL (Codice IATA = VEL) Aeroporto civile, Vernal (Utah)
- KVIH (Codice IATA = VIH) Aeroporto Rolla National Airport, Rolla/Vichy (Missouri)
- KVIS (Codice IATA = VIS) Aeroporto civile, Visalia
- KVJI Aeroporto civile, Abington (Virginia)
- KVKS Aeroporto Municipal, Vicksburg (Mississippi)
- KVLD (Codice IATA = VLD) Aeroporto REGIONAL - Moody Air Force Base, Valdosta (Georgia)
- KVNY (Codice IATA = VNY) Aeroporto civile, Van Nuys
- KVOK (Codice IATA = VOK) Aeroporto civile, Volk/Camp Douglas (Wisconsin)
- KVPC Aeroporto civile, Cartersville
- KVPS Aeroporto Air Force Base, Valparaíso/Eglin (Florida)
- KVPS Aeroporto Eglin Air Force Base, Fort Walton Beach (valparaiso) (Kentucky)
- KVPZ (Codice IATA = VPZ) Aeroporto Porter County Municipal Airport, Valparaiso (Indiana)
- KVQN Aeroporto civile, Volens (Virginia)
- KVRB (Codice IATA = VRB) Aeroporto di Vero Beach, Vero Beach, Florida
- KVRX Aeroporto civile, Vermillion Area (Louisiana)
- KVSF (Codice IATA = VSF) Aeroporto Hartness State Springfield Airport, Springfield (Vermont)
- KVTN (Codice IATA = VTN) Aeroporto Miller Field, Valentine (Nebraska)
- KVTX Aeroporto Nexrad, Los Angeles (California)
- KVUO Aeroporto Pearson Airpark, Vancouver (Washington)
- KVUW Aeroporto civile, Eugene Island (Louisiana)
- KW08 Aeroporto civile, Weirwood/Kellam Field (Virginia)
- KW30 Aeroporto civile, Ocean City (Maryland)
- KW39 Aeroporto civile, Norfolk/Chesapeake (Virginia)
- KW51 Aeroporto Coast Guard Station, Cape Charles (Virginia)
- KW63 Aeroporto civile, Clarksville/Marks (Virginia)
- KW71 Aeroporto civile, Smith Pt/Sunnybank (Virginia)
- KW76 Aeroporto civile, West Cameron B522 (Louisiana)
- KWAL Aeroporto Wallops Flight Facility Airport, Wallops Island (Virginia)
- KWAL Aeroporto civile, Chincoteague (Virginia)
- KWDD Aeroporto civile, Belle River, Canada
- KWDG Aeroporto Woodring Municipal, Enid (Oklahoma)
- KWEY (Codice IATA = WYS) Aeroporto civile, West Yellowstone (Montana)
- KWJF (Codice IATA = WJF) Aeroporto Fox Field, Lancaster (California)
- KWLD (Codice IATA = WLD) Aeroporto Strother Field, Winfield/Arkansas City (Kansas)
- KWMC (Codice IATA = WMC) Aeroporto Winnemucca Municipal Airport, Winnemucca (Nevada)
- KWRB (Codice IATA = WRB) Aeroporto Warner Robins Air Force Base, Macon Warner Robins (Georgia)
- KWRI Aeroporto McGuire Air Force Base, Wrightstown/Mc Guire (New Jersey)
- KWRL (Codice IATA = WRL) Aeroporto civile, Worland (Wyoming)
- KWSD Aeroporto civile, White Sands Condron Army Air Field (Nuovo Messico)
- KWST (Codice IATA = WST) Aeroporto civile, Westerly (Rhode Island)
- KWVI (Codice IATA = WVI) Aeroporto Municipal, Watsonville
- KWVL (Codice IATA = WVL) Aeroporto Automatic Weather Observing/Reporting System, Waterville (Maine)
- KWWD Aeroporto civile, Cape May-Wildwood County Airport (New Jersey)
- KWWD Aeroporto Automatic Weather Observing/Reporting System, Wildwood (New Jersey)
- KWWR (Codice IATA = WWR) Aeroporto civile, West Woodward (Oklahoma)
- KWYS Aeroporto civile, West Yellowstone (Montana)
- KX53 Aeroporto civile, Clewiston (Florida)
- KX68 Aeroporto civile, Nasa Shuttle Landing Fac
- KX80 Aeroporto Coast Guard Station, Jupiter Inlet (Florida)
- KX81 Aeroporto civile, Lake Worth Inlet (Florida)
- KX82 Aeroporto Coast Guard Station, Fort Pierce (Florida)
- KX84 Aeroporto Coast Guard Station, Islamorada (Florida)
- KX86 Aeroporto Coast Guard Station, Fowey Rocks (Florida)
- KX87 Aeroporto Coast Guard Station, Miami Beach (Florida)
- KX88 Aeroporto Coast Guard Station, Marathon (Florida)
- KX89 Aeroporto Coast Guard Station, Fort Myers Beach (Florida)
- KX90 Aeroporto Long Range Navigation, Venice (Florida)
- KX91 Aeroporto Coast Guard Station, Egmont Key (Florida)
- KXMR Aeroporto civile, Cape Kennedy (Florida)
- KXNO Aeroporto civile, North Af Aux
- KXVW Aeroporto civile, Vandenberg Range (California)
- KY12 Aeroporto civile, Airlake (Minnesota)
- KY22 Aeroporto civile, Lemmon (Carolina del Sud)
- KY26 Aeroporto civile, Mobridge (Carolina del Sud)
- KY62 Aeroporto civile, Sault Sainte Marie (Michigan)
- KYAK (Codice IATA = YAK) Aeroporto civile, Yakutat (Alaska), ALS
- KYIP (Codice IATA = YIP) Aeroporto Willow Run Airport, Detroit (Michigan)
- KYKM (Codice IATA = YKM) Aeroporto AIR TERMINAL, Yakima (città)
- KYKN (Codice IATA = YKN) Aeroporto civile, Yankton (Carolina del Sud)
- KYLD Aeroporto civile, Chapleau (OT), Canada
- KYNG (Codice IATA = YNG) Aeroporto Youngstown Municipal Airport, Youngstown (Ohio)
- KYUM (Codice IATA = YUM) Aeroporto di Yuma, Yuma (Arizona)
- KZAB Radar Site, Albuquerque (Nuovo Messico)
- KZLC Aeroporto civile, Salt Lake City (Utah)
- KZSE (Codice IATA = AUN) Aeroporto civile, Auburn (Washington)
- KZUN Aeroporto civile, Zuni Pueblo Black Rock Airport (Nuovo Messico)
- KZZV (Codice IATA = ZZV) Aeroporto Municipal, Zanesville (Ohio)